# Cuisine parisienne
Pour les articles homonymes, voir Paris.
La cuisine parisienne représente tout le savoir-faire traditionnel historique du terroir parisien (et d'Île-de-France) dans le domaine de la cuisine française de Paris.

## Gastronomie parisienne
L'apothéose de la gastronomie parisienne se situe au XIXe siècle, époque à laquelle son influence s'étend au monde entier.
Cette gastronomie était en partie menée par la haute société, et plus particulièrement par les cuisiniers de la Cour, car la ville était le foyer de la royauté française, et c'est là que furent développés de nombreux plats pour le roi. François Vatel, par exemple, demeure célèbre pour avoir organisé tous les somptueux festins à Vaux-le-Vicomte.

### Grands restaurants parisiens
Paris est aussi le foyer des grands restaurants de la gastronomie française : parmi lesquels, on peut citer Maxim's, Le Grand Véfour, L'Archestrate, ainsi que La Tour d'Argent, située en face de la Seine, où l'on peut déguster du canard au sang, dont le rite de préparation a été accompli, en 2012, plus de 1 113 000 fois.
Sur le boulevard du Montparnasse se dressent les restaurants et les grandes brasseries intellectuelles, comme La Coupole, La Closerie des Lilas, La Rotonde, Le Dôme ou Le Select. Le Bouillon Chartier, situé dans le 9e arrondissement, bénéficie d'un titre au rang de monument historique.
Rue de Rivoli, on trouve le salon de thé Angelina, connu pour son chocolat chaud, servi à des personnalités comme Coco Chanel.
La Brasserie La Lorraine, où l'on peut commander des fruits de mer, a servi à manger aux acteurs Charlie Chaplin et Jean Gabin.
L’Atelier de Joël Robuchon, de l'ancien chef cuisinier Joël Robuchon, est reconnu dans le monde entier pour sa qualité de restauration[réf. souhaitée].

Quelques restaurants parisiens emblématiques
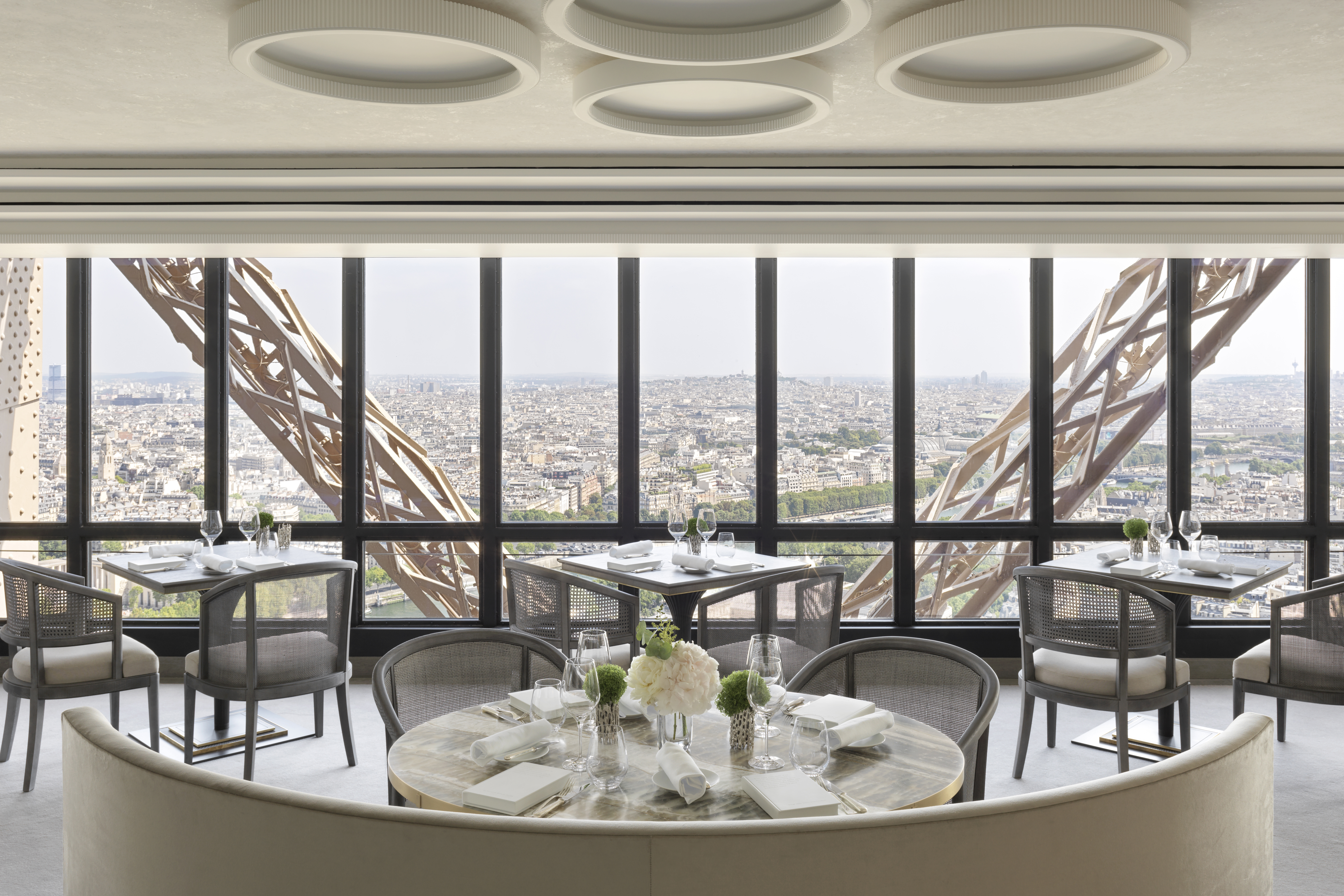
Le Jules Verne de la tour Eiffel.
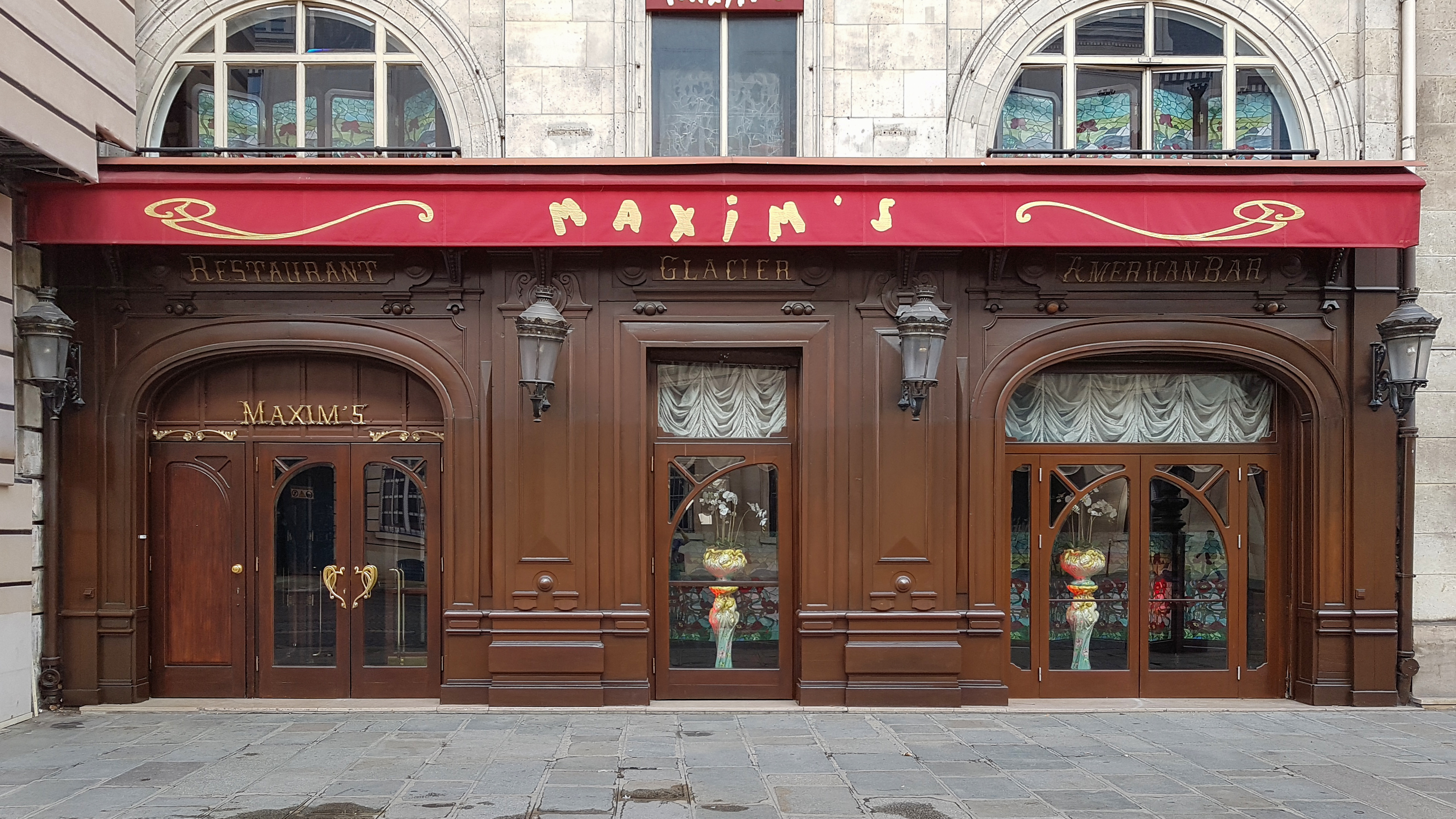
Maxim's.
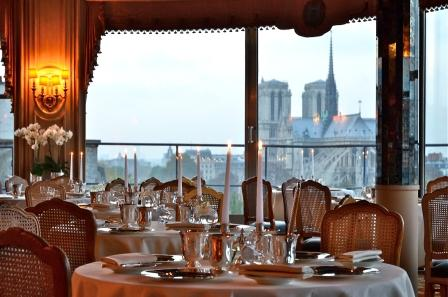
La Tour d'Argent.
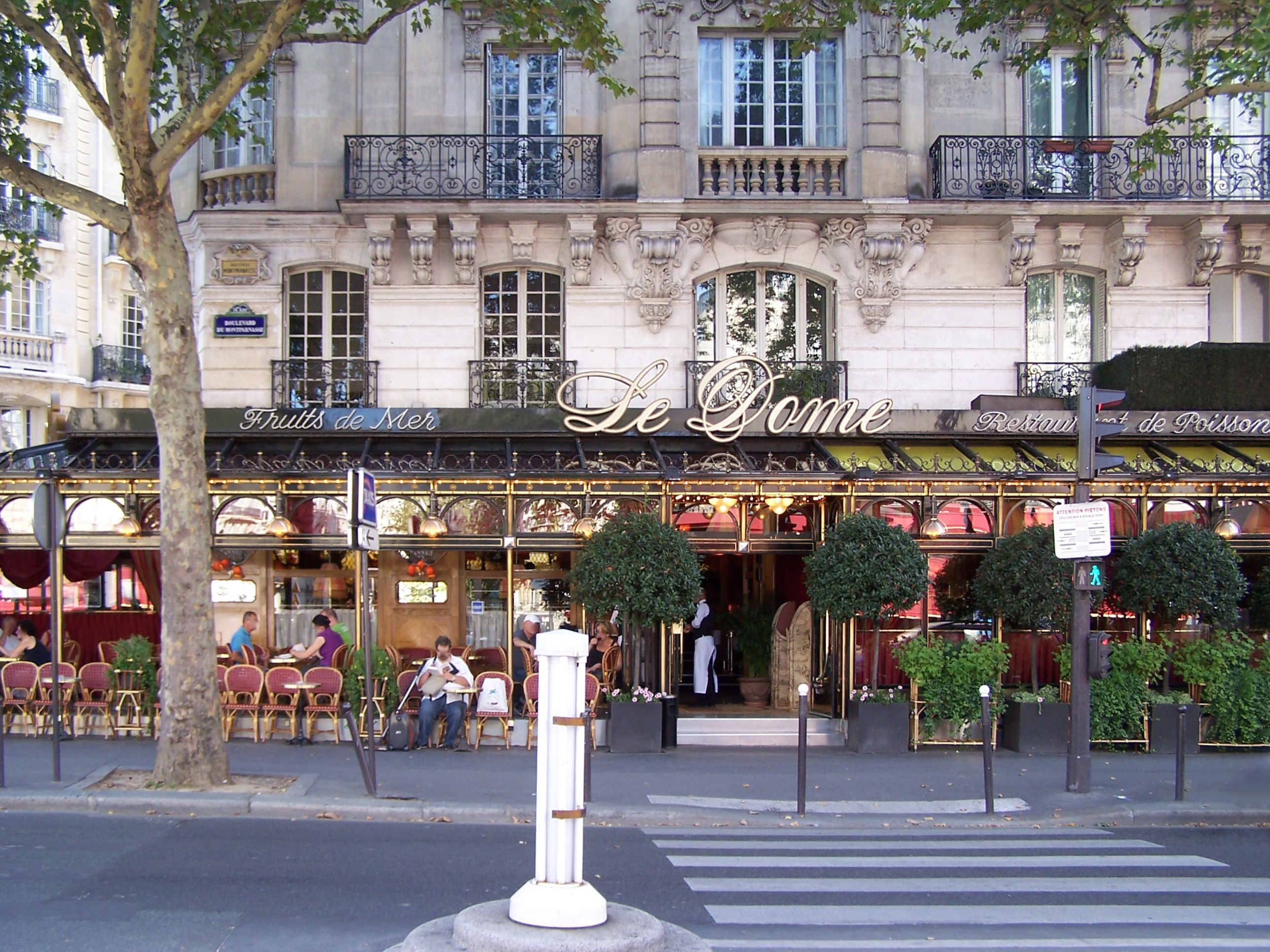
Le Dôme (brasserie).
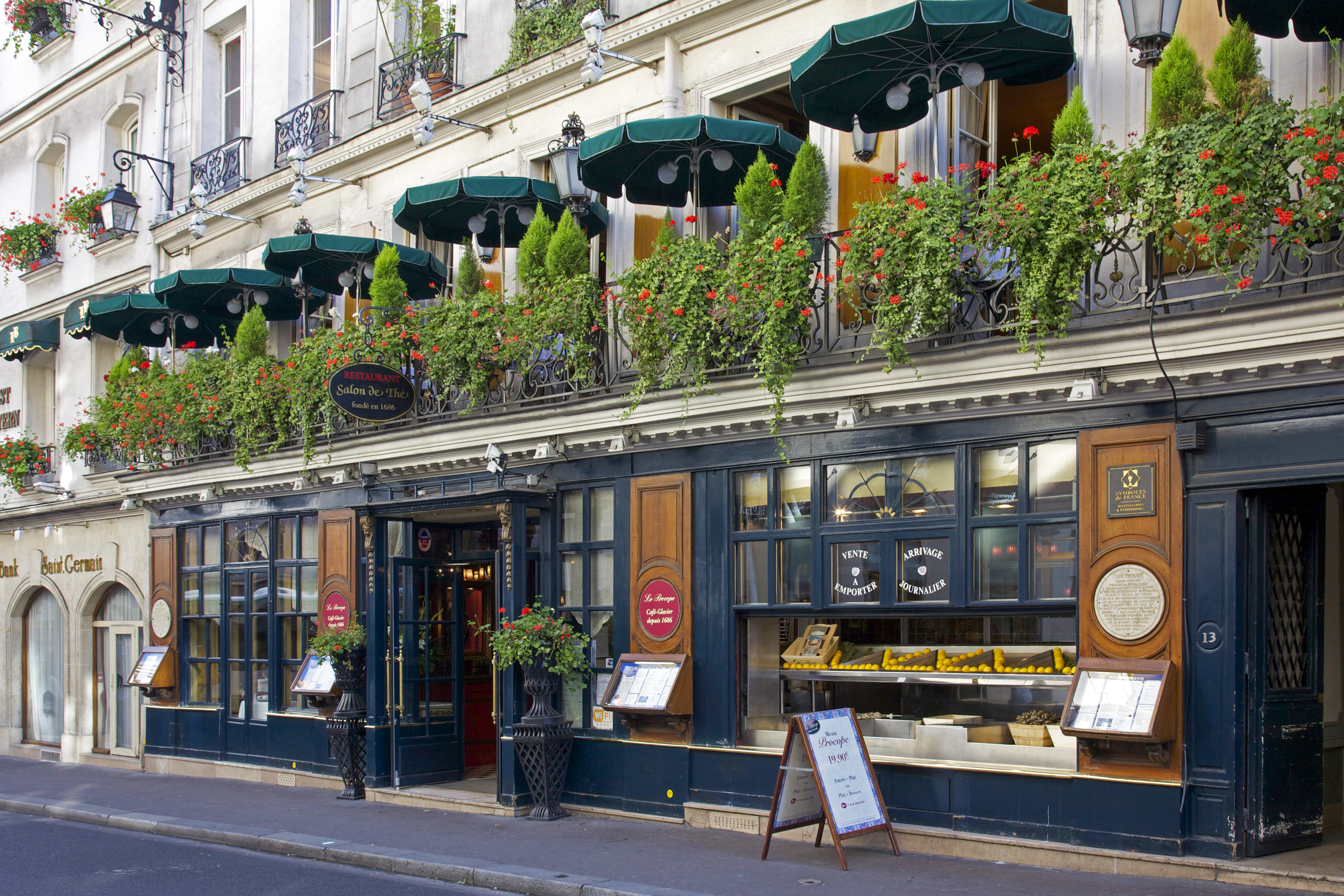
Café Procope.
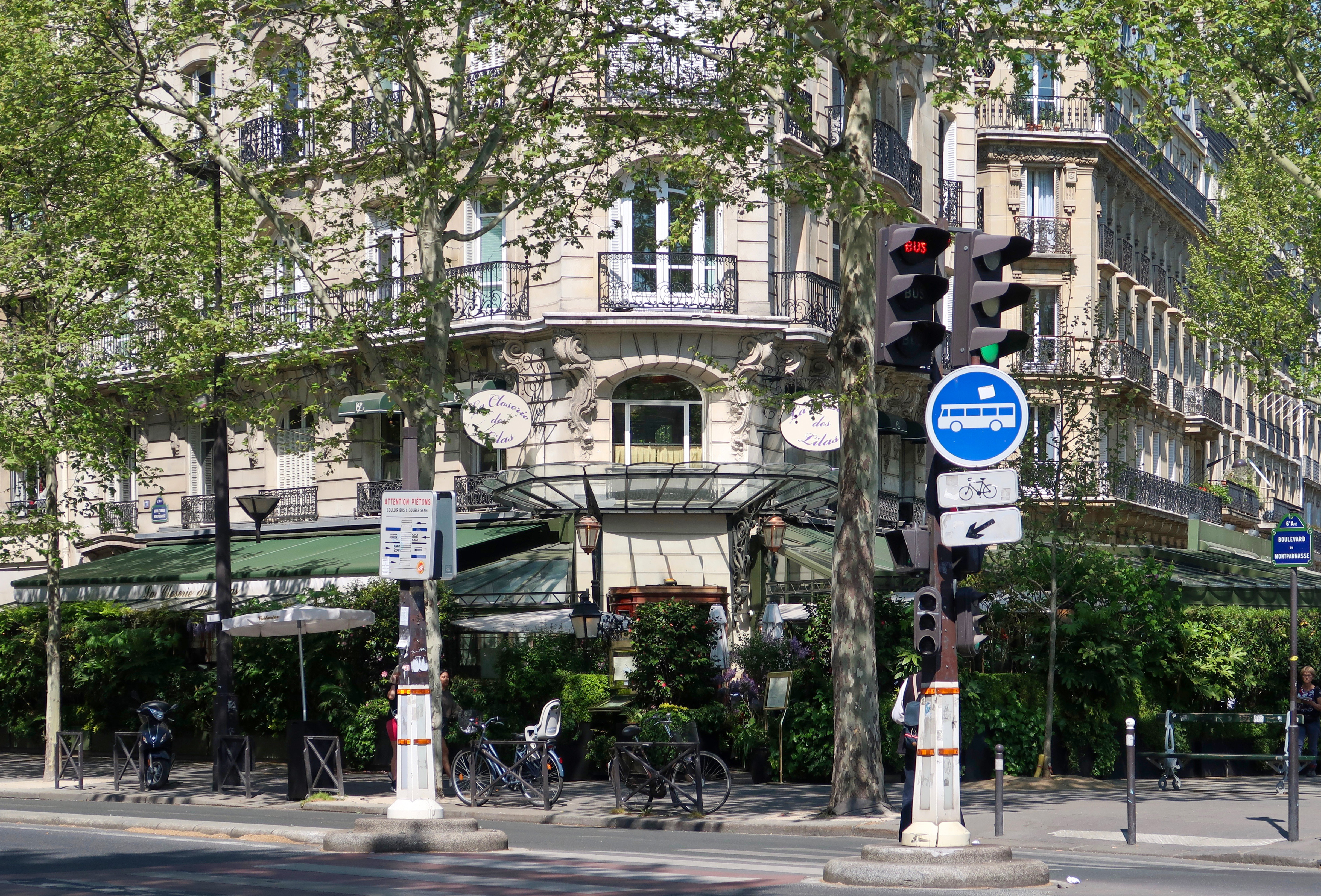
La Closerie des Lilas.
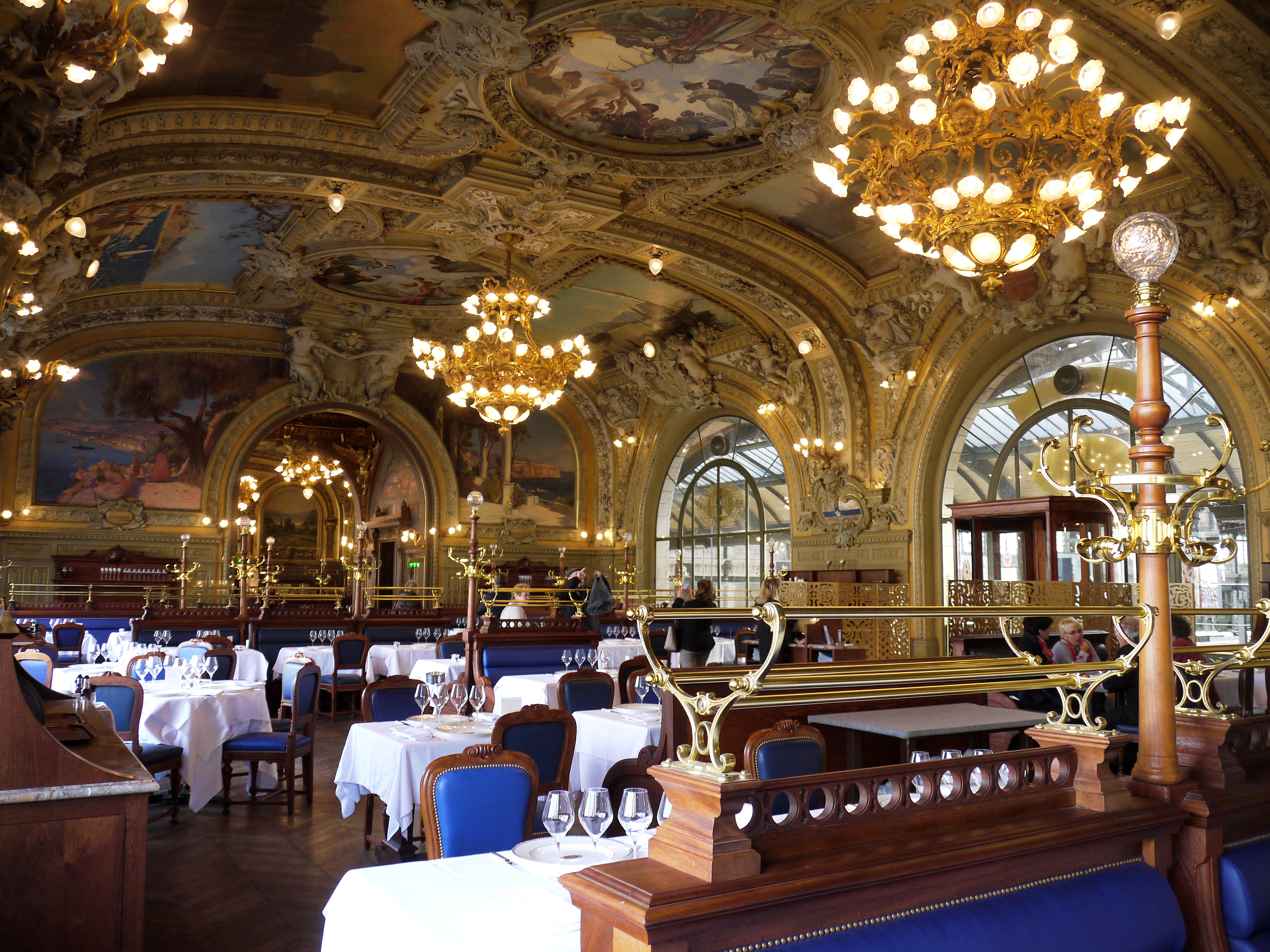
Le Train bleu.
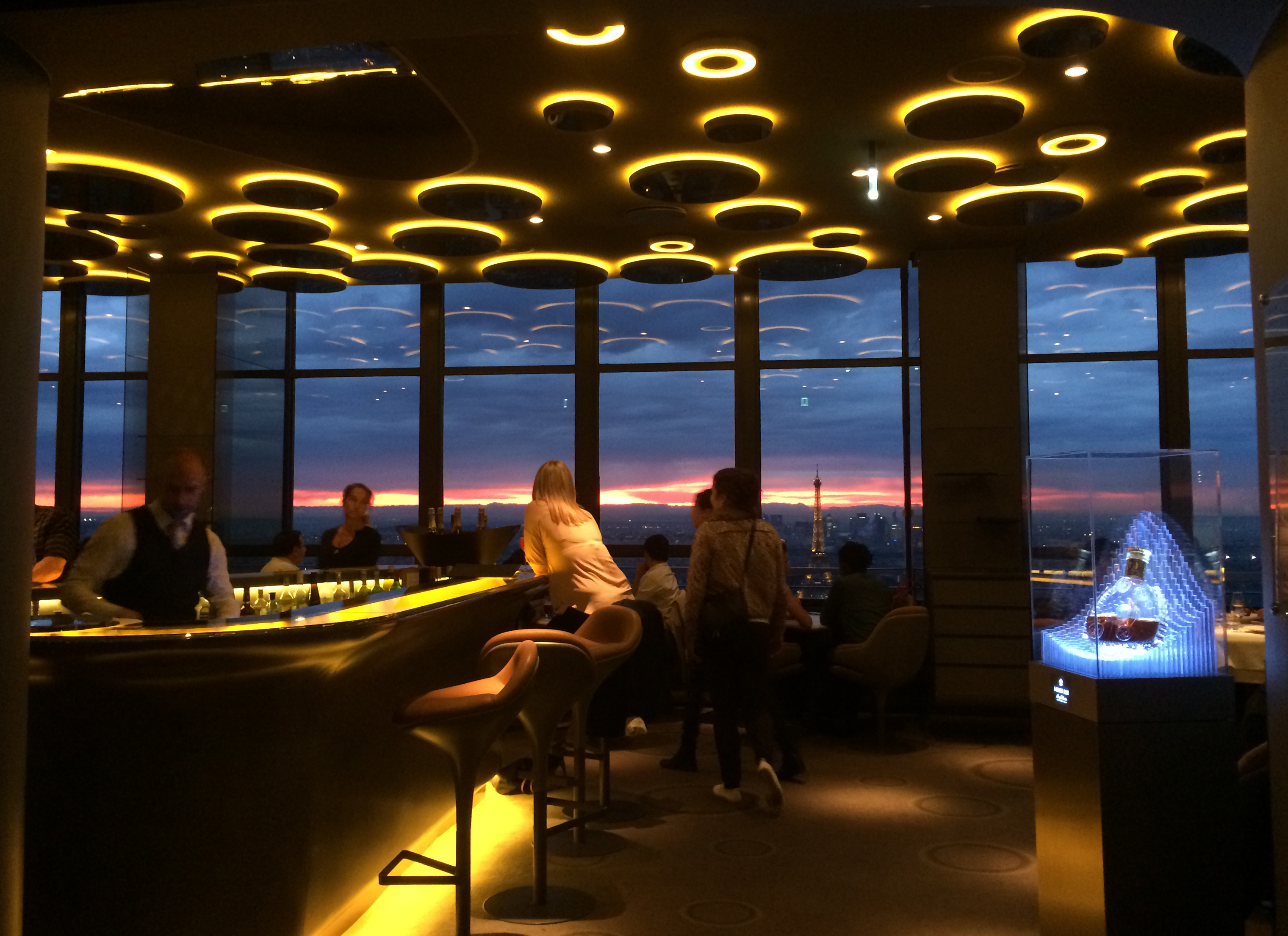
Le Ciel de Paris.

## Quelques plats emblématiques
Quelques plats emblématiques de la gastronomie parisienne ont été créés à Paris, tels que :   

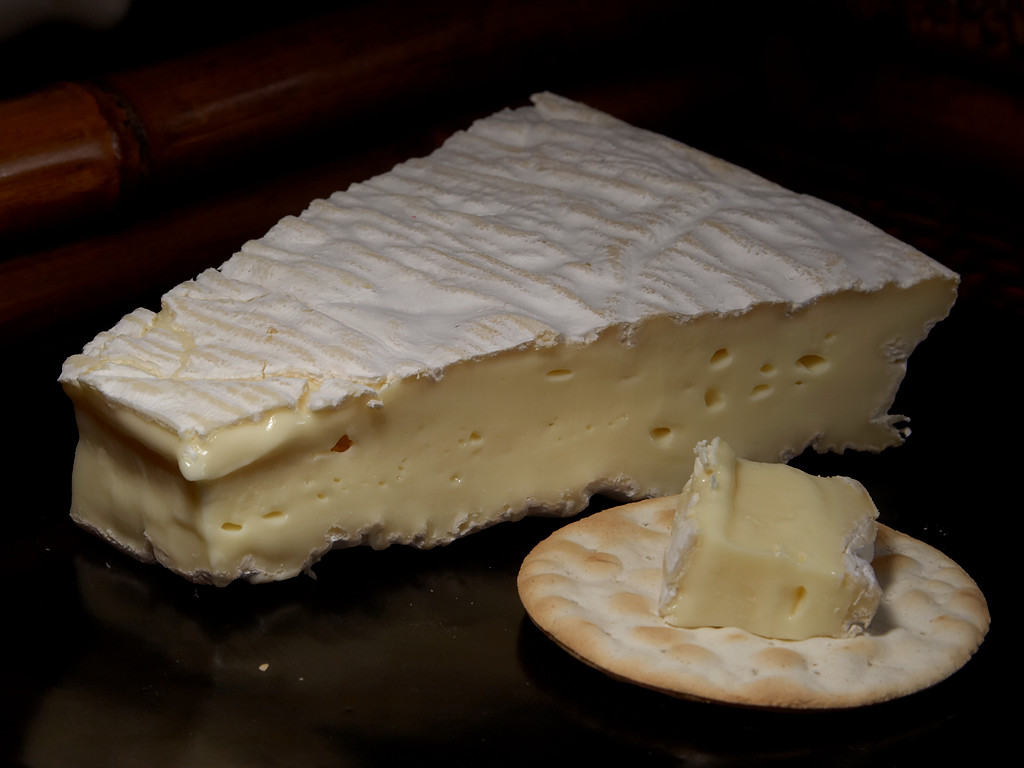
Le brie est un fromage typiquement parisien.

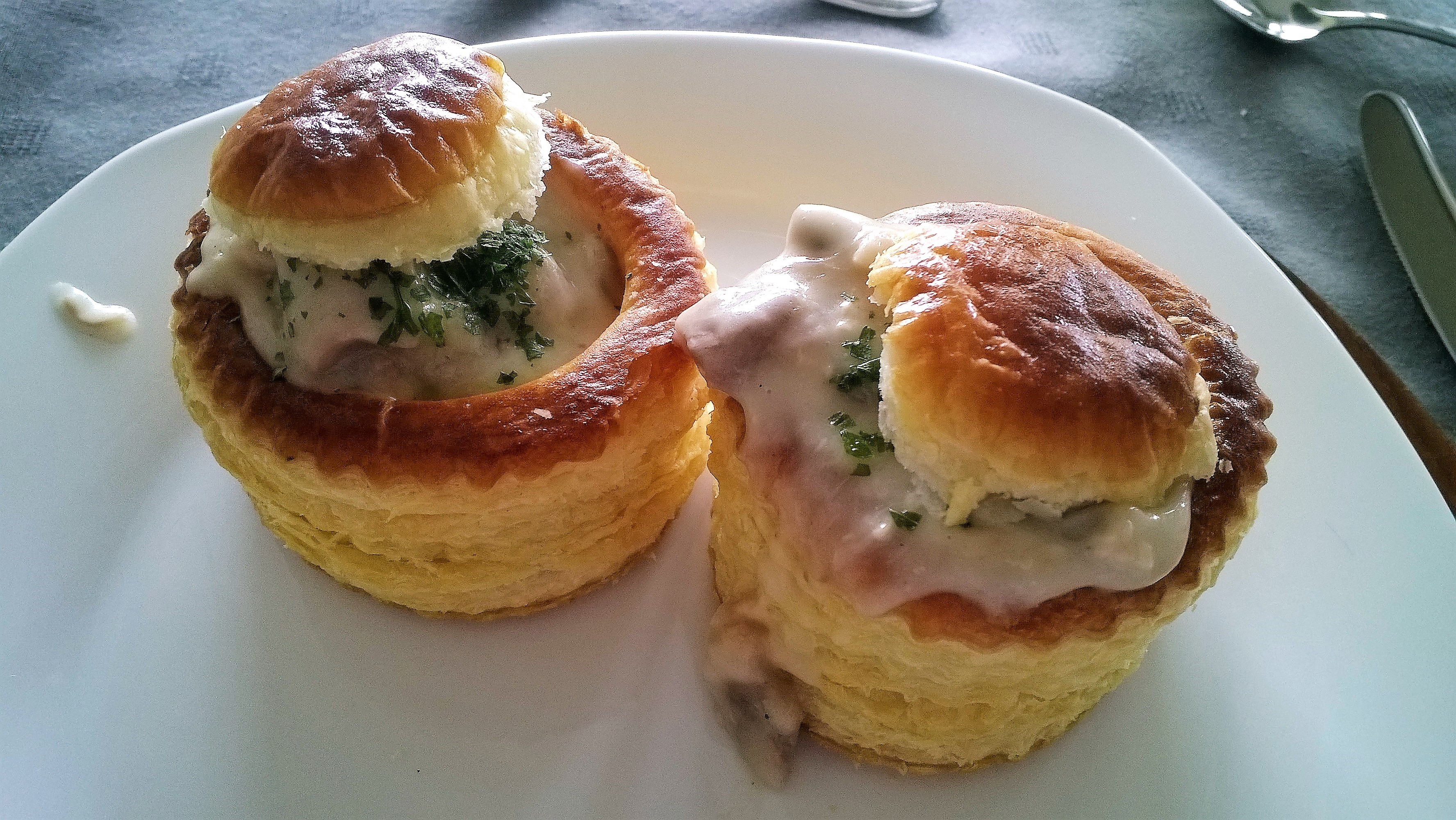
Bouchée à la reine
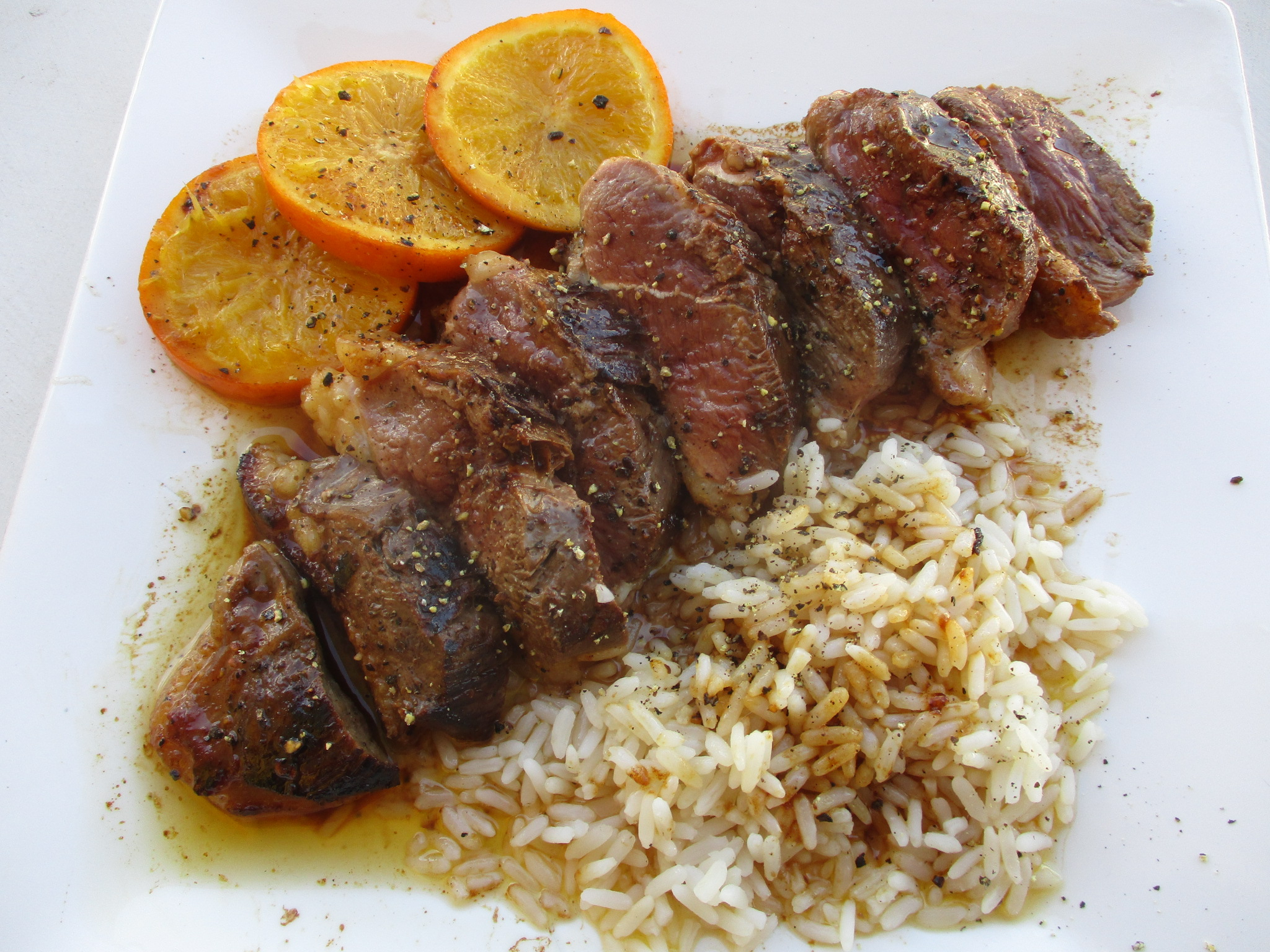
Canard à l'orange
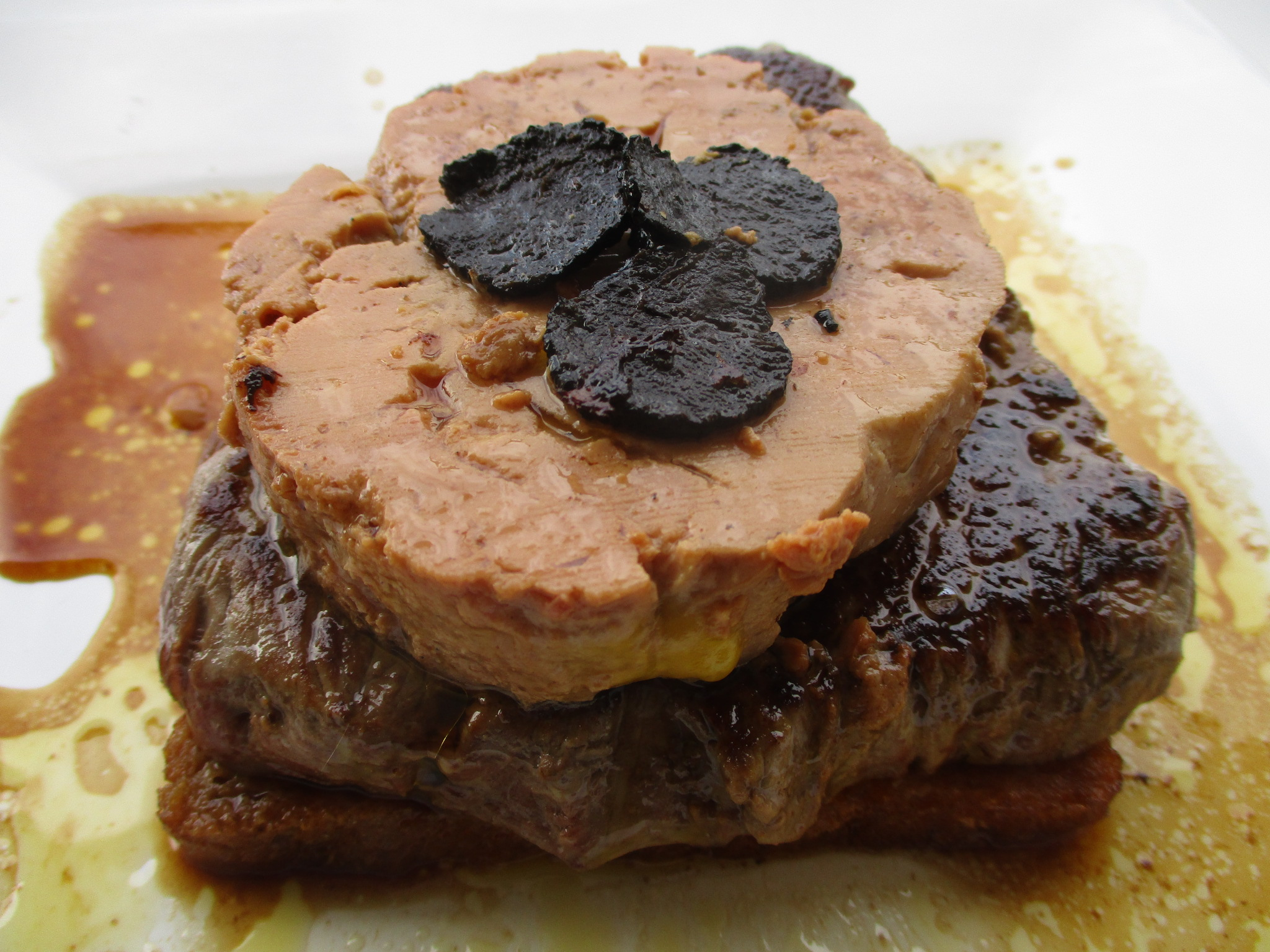
Tournedos Rossini
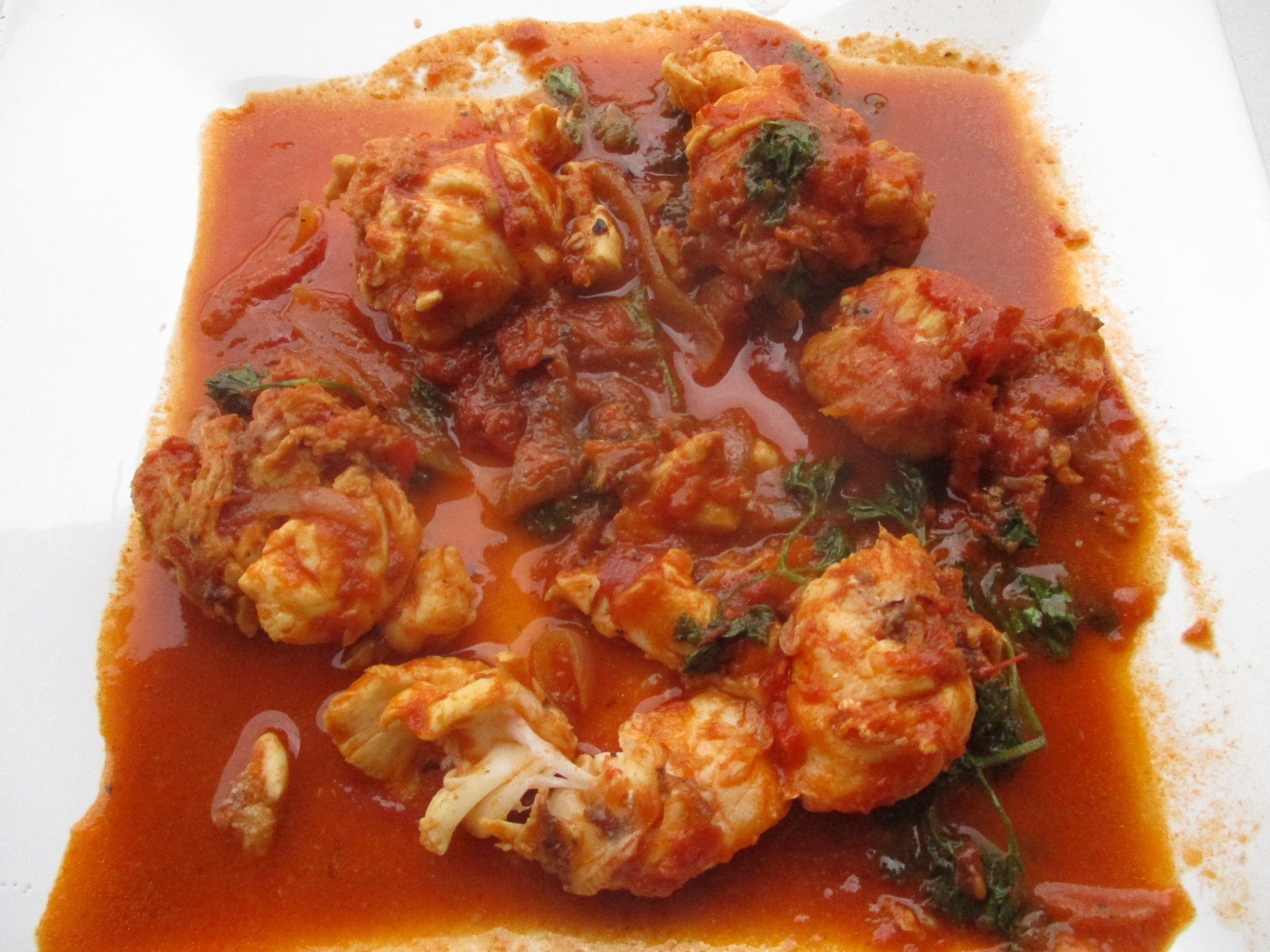
Homard à l'américaine
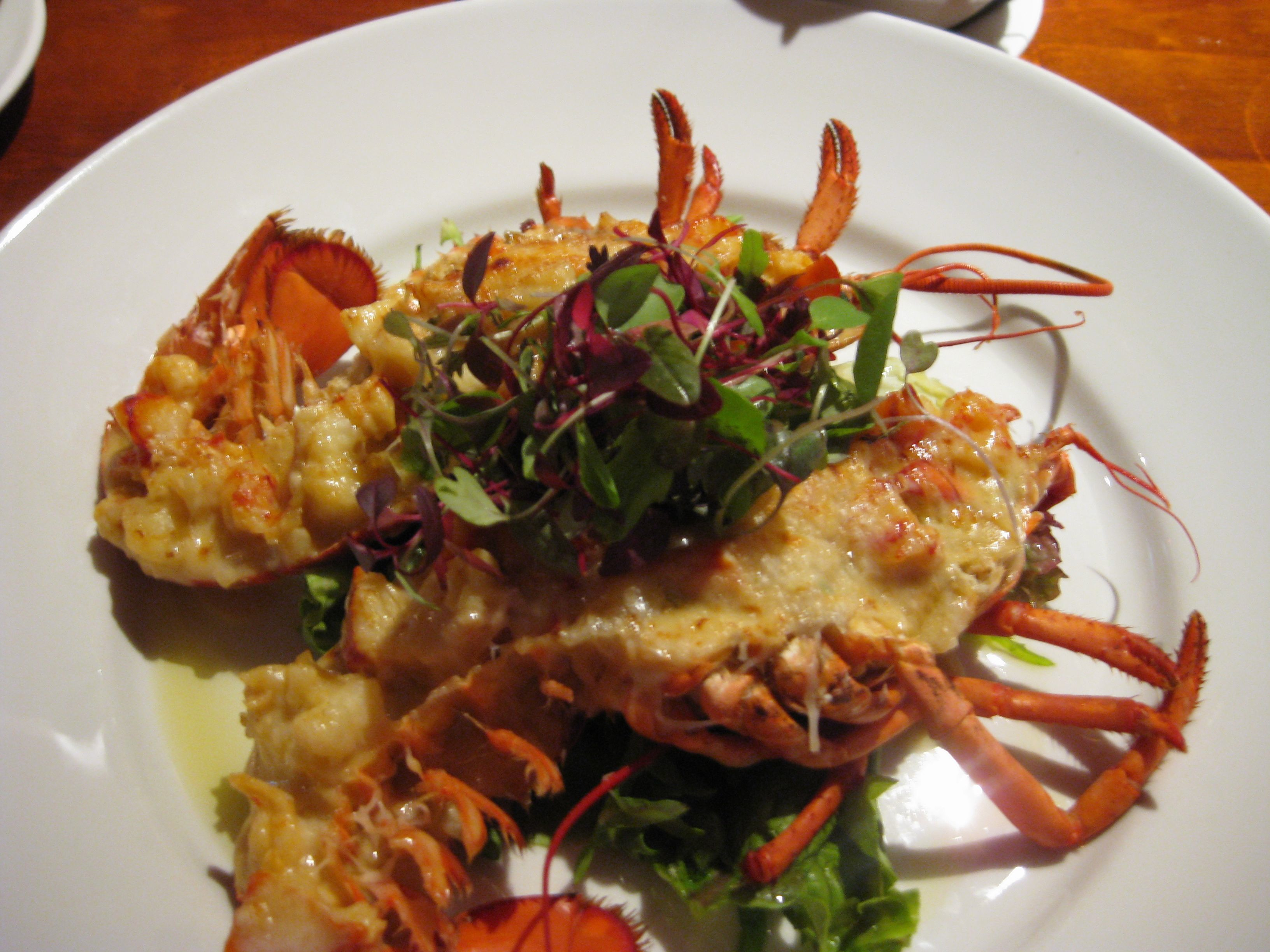
Homard Thermidor

## Des fromages à Paris
On comptabilise plus d'une centaine de fromages parisiens. Le brie, fromage inventé dans la Brie, une riche région agricole de l'est de Paris, est très consommé. Le coulommiers, le chevru, et la butte en pavé de Doue lui sont fréquemment assimilés. Le fontainebleau, lui, sert notamment à cuisinier le gâteau du même nom. Certains de ces fromages, comme le brie en pot, ont vu leur production devenir confidentielle,.

## Les fruits et les légumes
Il y a une grande variété de fruits et de légumes parisiens.
Le champignon de Paris (Agaricus bisporus) est un légume symbolique de Paris, bien que la grande majorité de la production commercialisée soit produite dans des bâtiments industriels, à 70 % en Chine, 7 % aux États-Unis, 4 % en Pologne et aux Pays-Bas. Si seulement 0,4 % de la production est issue de France, elle garde une production de qualité gustative supérieure récemment redécouverte, bien que l'appellation de champignon de Paris ne soit pas protégée. Jardinier de Louis XIV, Jean-Baptiste de La Quintinie, cultive, dès 1670, le très fragile rosé des prés (Agaricus campestris) pour le roi. Ce n’est qu’au XIXe siècle que l'horticulteur Chambry de Passy essuie des échecs en relançant sa culture jusqu'à ce qu'il déverse du fumier dans une carrière de pierre abandonnée, où il découvre quelques mois plus tard que des champignons y poussent parfaitement grâce à la température constante et à l’air frais et peu humide qui y circule.
À la fin du XIXe siècle, plus de 300 producteurs cultivaient le champignon de Paris, pour un total de mille tonnes annuelles, en 1875. Trois millions de paniers sont livrés aux Halles de Paris. Il est produit en banlieue, mais aussi à Paris jusqu'en 1895, où les travaux du métro mettent un terme à sa culture dans les catacombes. Il demeure, en 2016, six champignonnières en région parisienne, dans le Val-d’Oise, l’Oise et les Yvelines (par exemple à Montesson). Fournisseur du chef Yannick Alléno, Grégory Spinelli, producteur à Saint-Ouen-l'Aumône, explique que « le vrai champignon de Paris est cultivé en cave. Et il ne pousse pas dans de la tourbe mais sur une couche de calcaire, d’où il puise tous les minéraux et qui rejette moins d’eau. C’est tout cela qui fait la différence avec les champignons de Paris venus de Hollande ou de Pologne. »
La cerise de Montmorency est un fruit, lui aussi, symbolique de Paris. Au XIXe siècle, des Parisiens louent des arbres à l'heure pour les manger sur place.
On peut citer également l'asperge d'Argenteuil, la reine-claude de Chambourcy, ou la carotte de Croissy,, sans oublier les murs à pêches de Montreuil-sous-Bois.

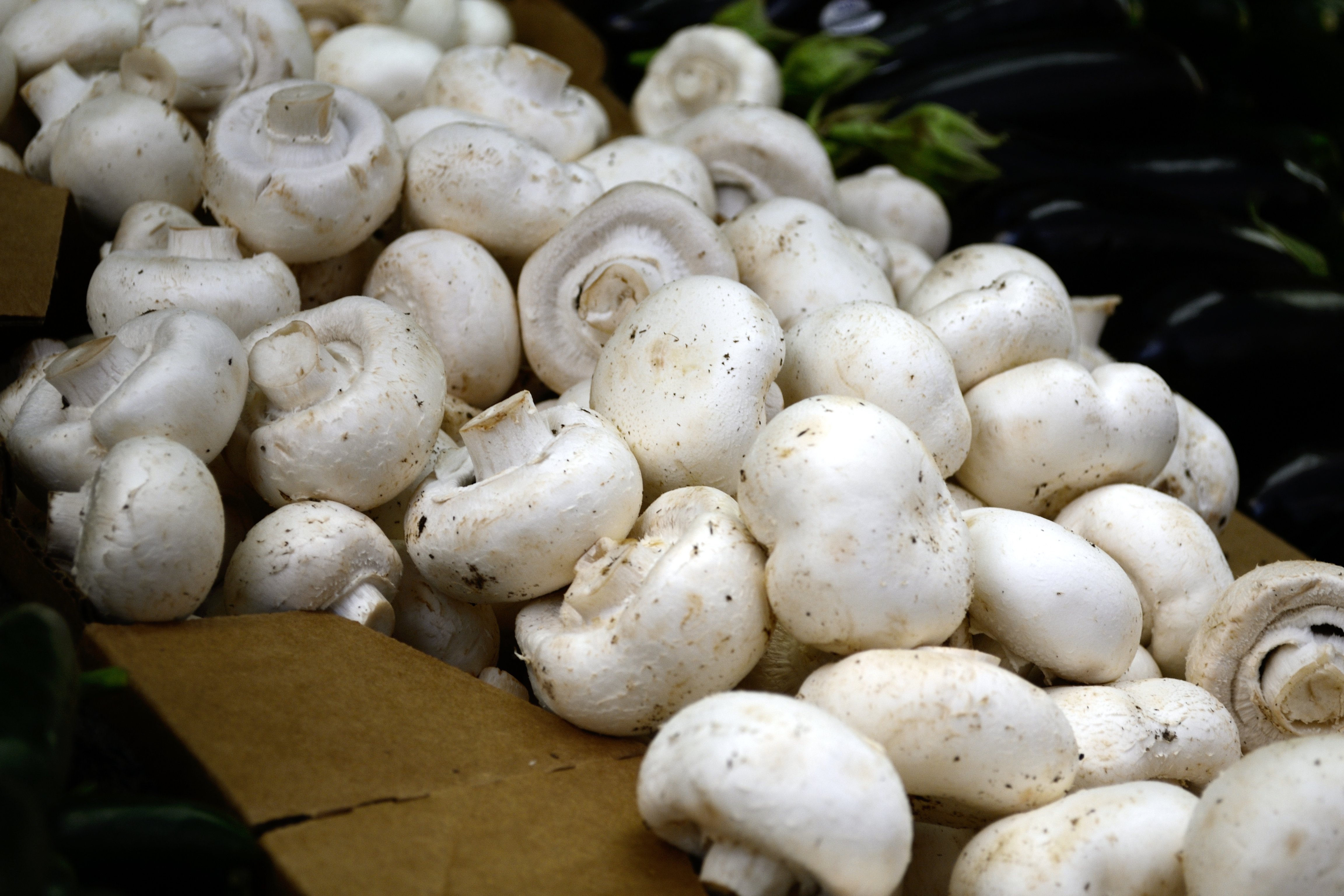
Des champignons de Paris.
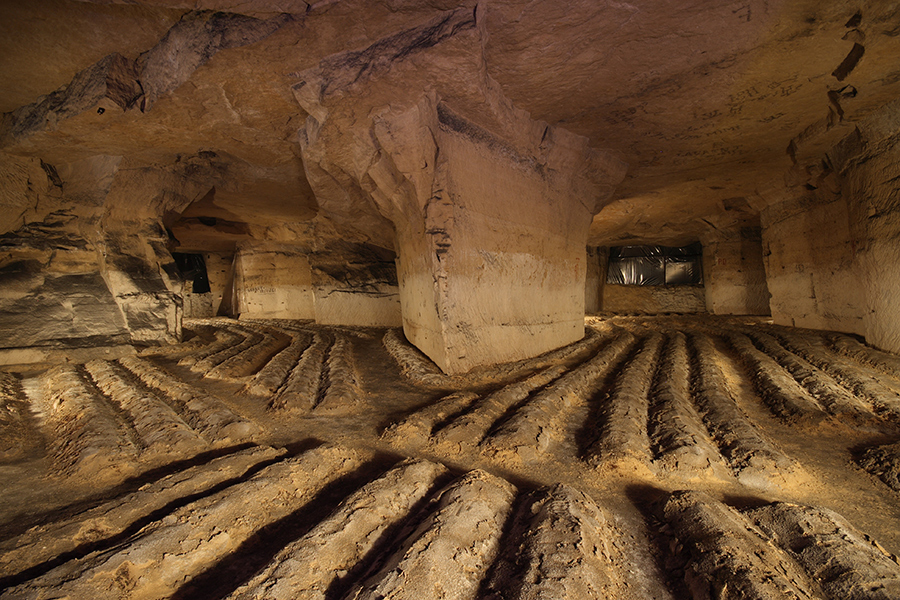
Ancienne champignonnière souterraine, culture en meules du champignon de Paris.
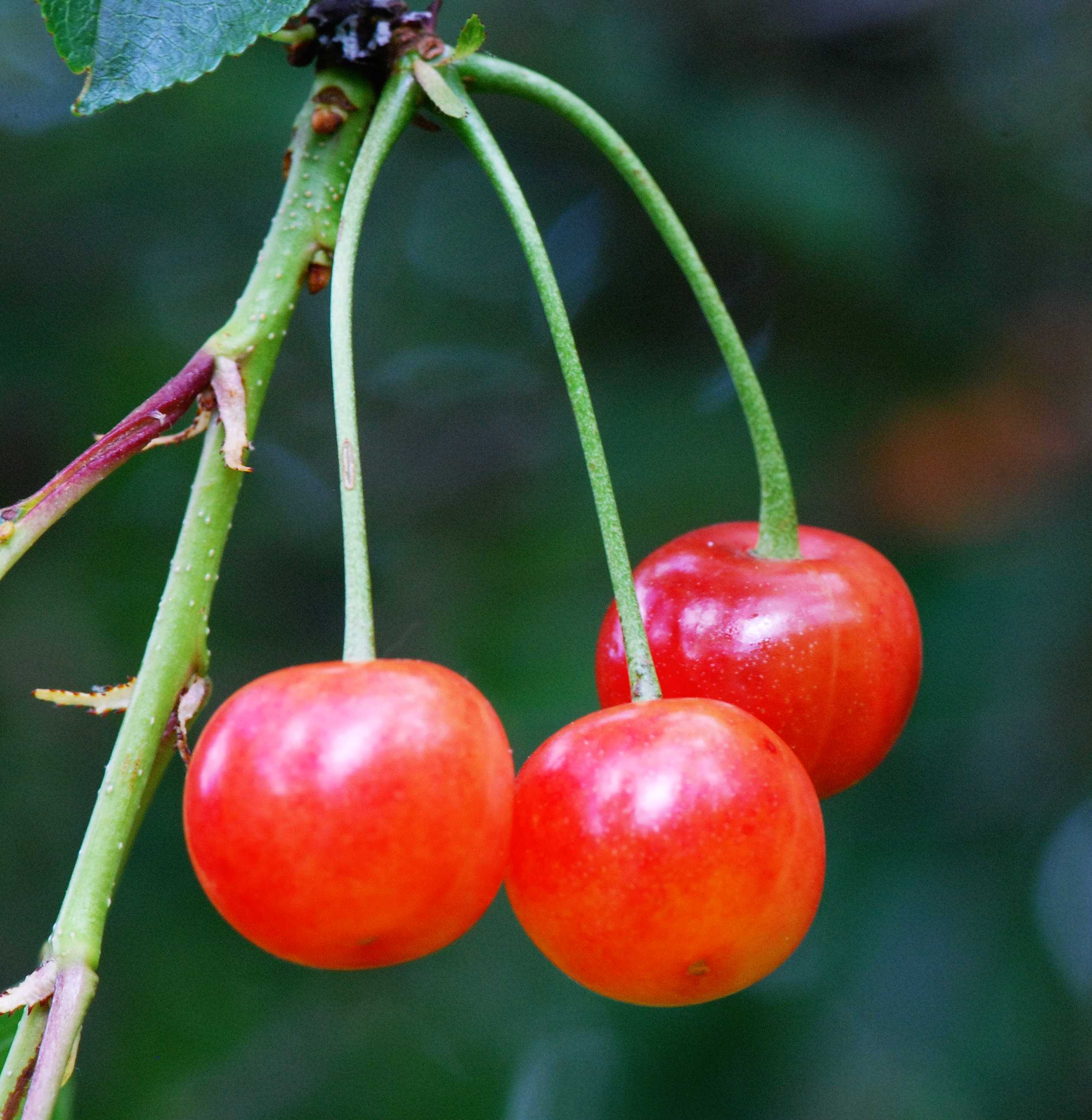
Une cerise de Montmorency, fruit parisien.
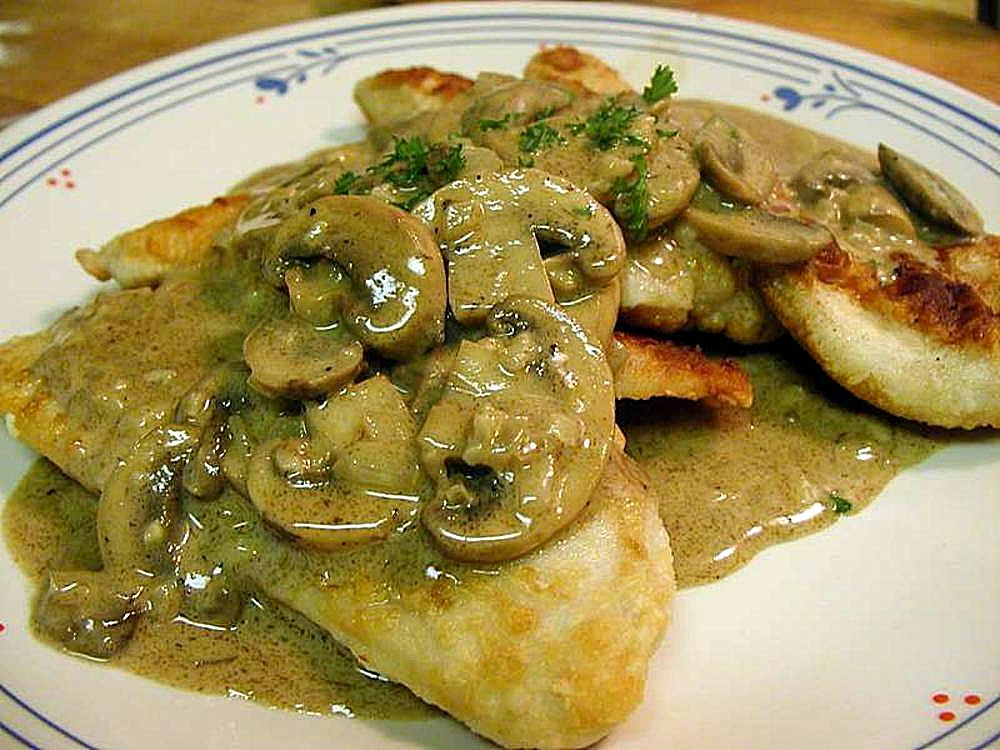
Poulet en sauce avec des champignons de Paris.
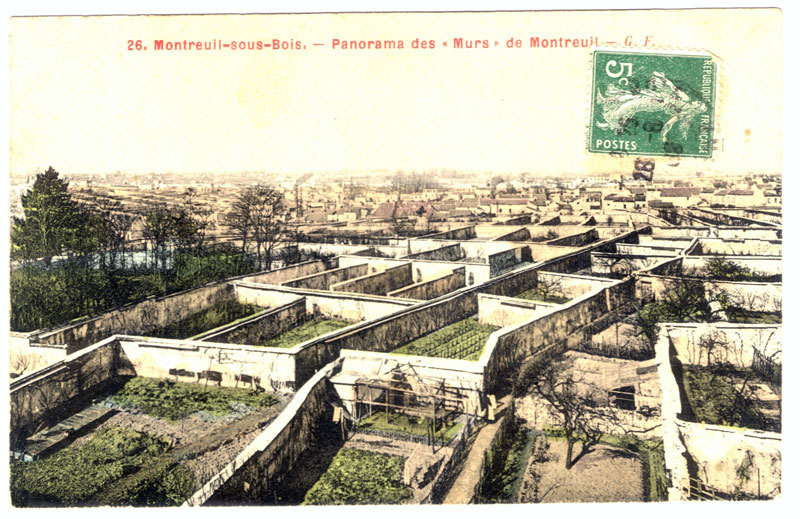
Illustration des murs à pêches.

## Volailles, charcuteries, viandes
La cuisine parisienne est réputée pour ses volailles, que l'on considère comme des spécialités qui étaient autrefois servies à la Cour de Louis XIV de France.
On trouve à Paris, le cochon généreux qui fournit le célèbre jambon de Paris (aussi appelé jambon blanc), consommé sous différentes formes ; autant dans une assiette avec du beurre, que dans un croque-monsieur.
Dans le département des spécialités de volailles, on peut désigner celle issue des poules de Houdan.
Il y a aussi les recettes traditionnelles avec des viandes, comme le miroton de bœuf, la côte rôtie, ou l'entrecôte Bercy. Côté charcuteries, il y a le saucisson de Paris, consommé avec de l'ail et des épices. On peut aussi déguster du boudin noir de Paris, une escalope parisienne (variante de l'escalope viennoise) ou d'autres pâtés traditionnels.

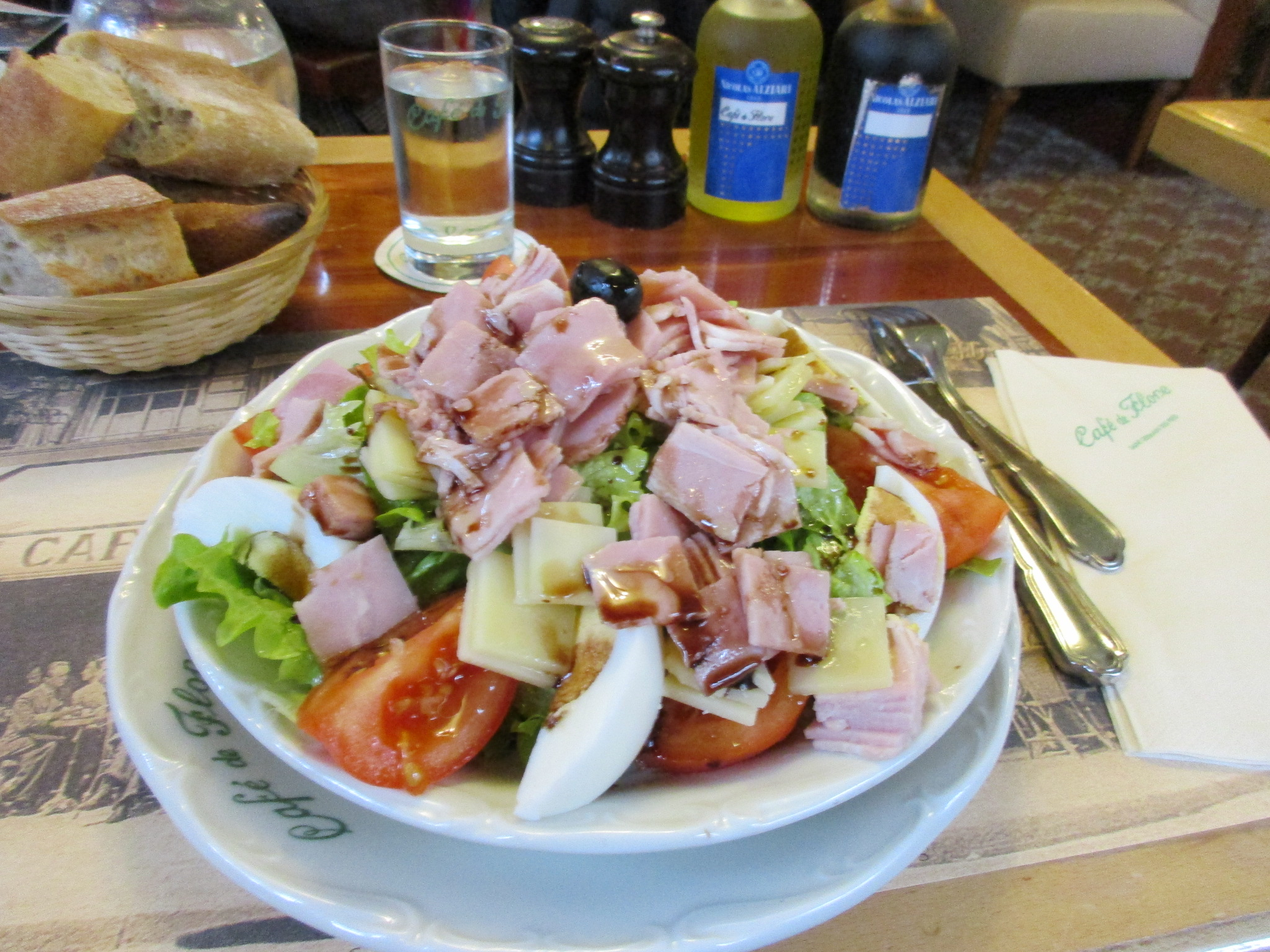
Salade parisienne
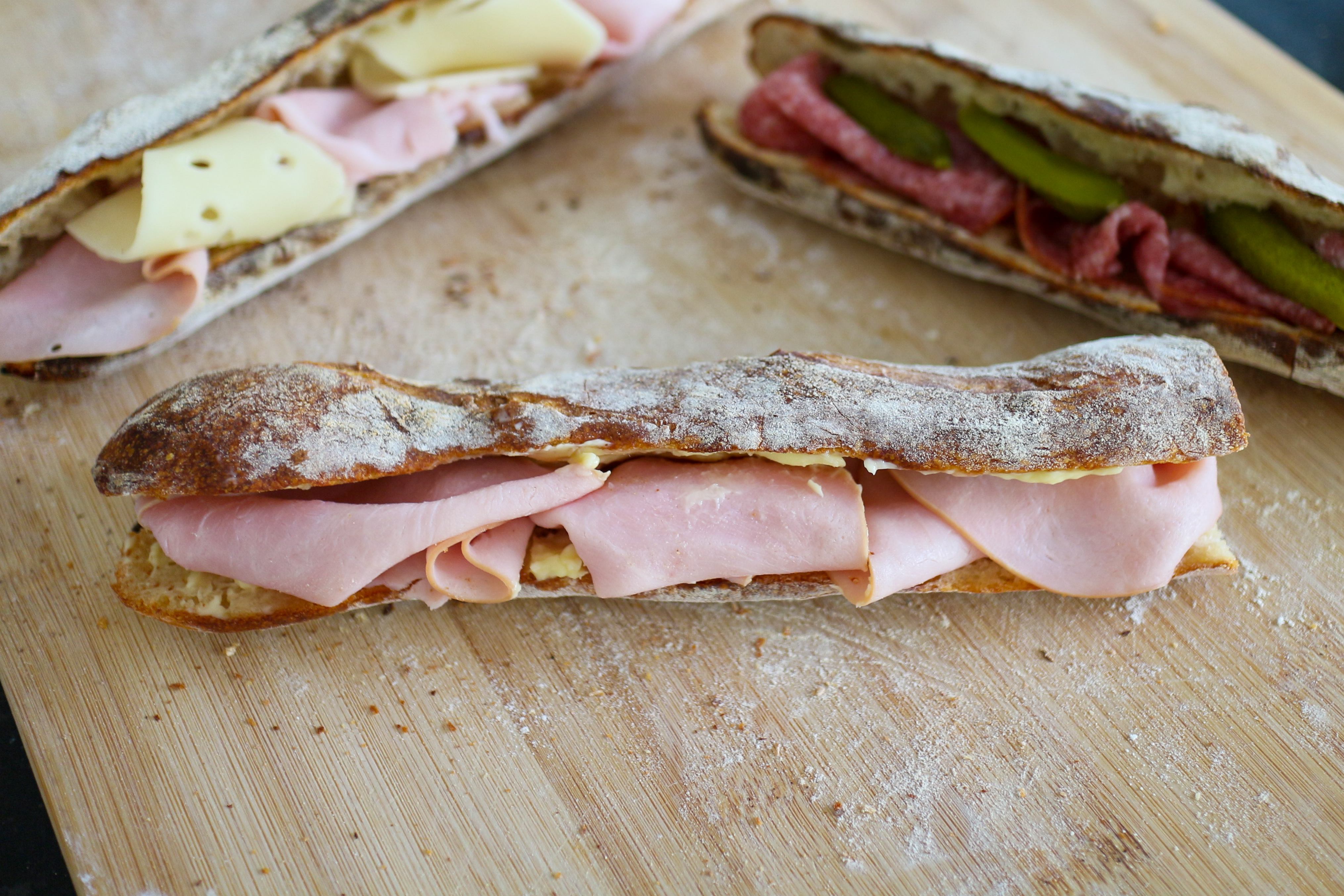
Du jambon de Paris dans un jambon-beurre traditionnel
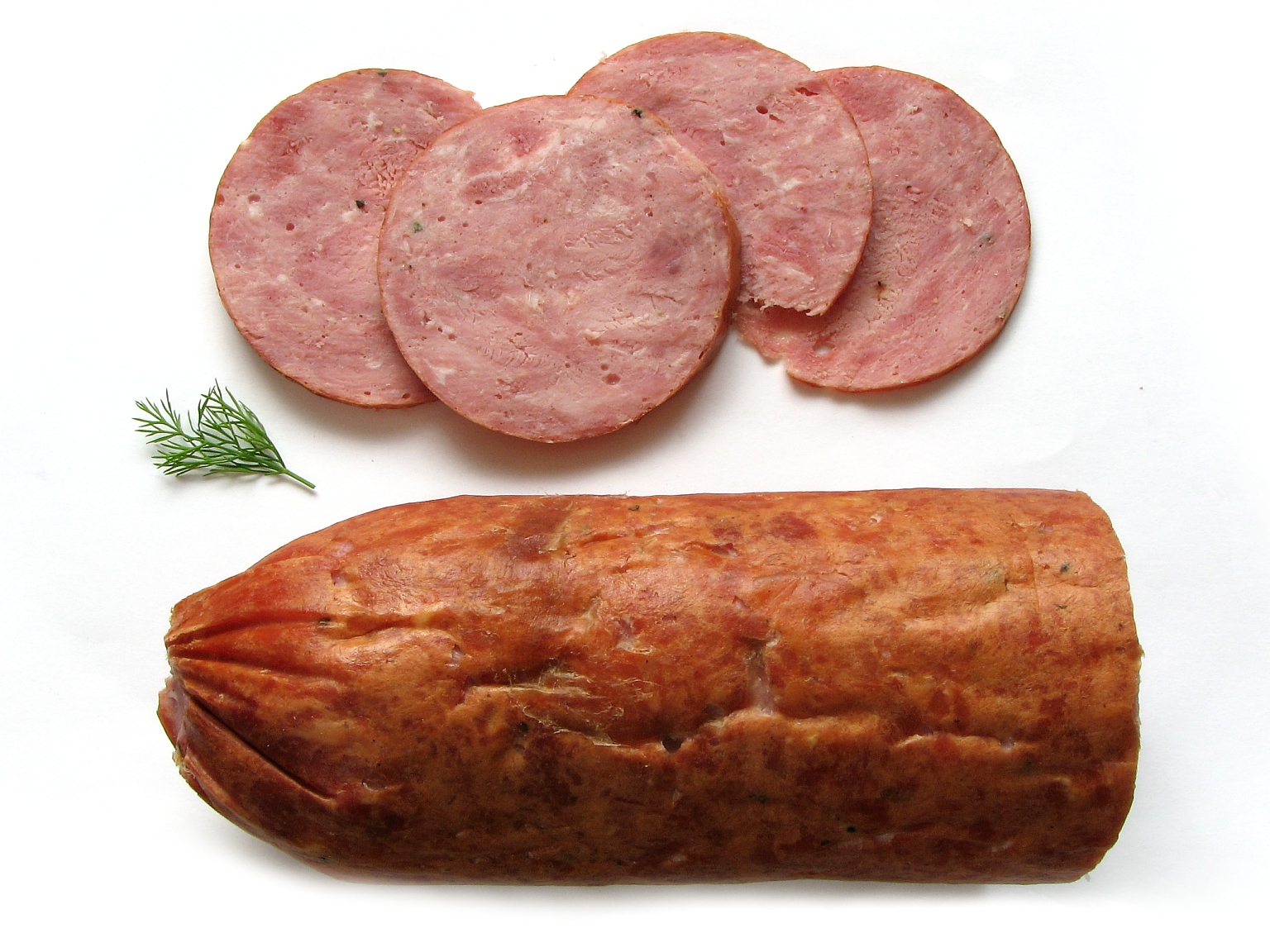
Du saucisson de Paris.
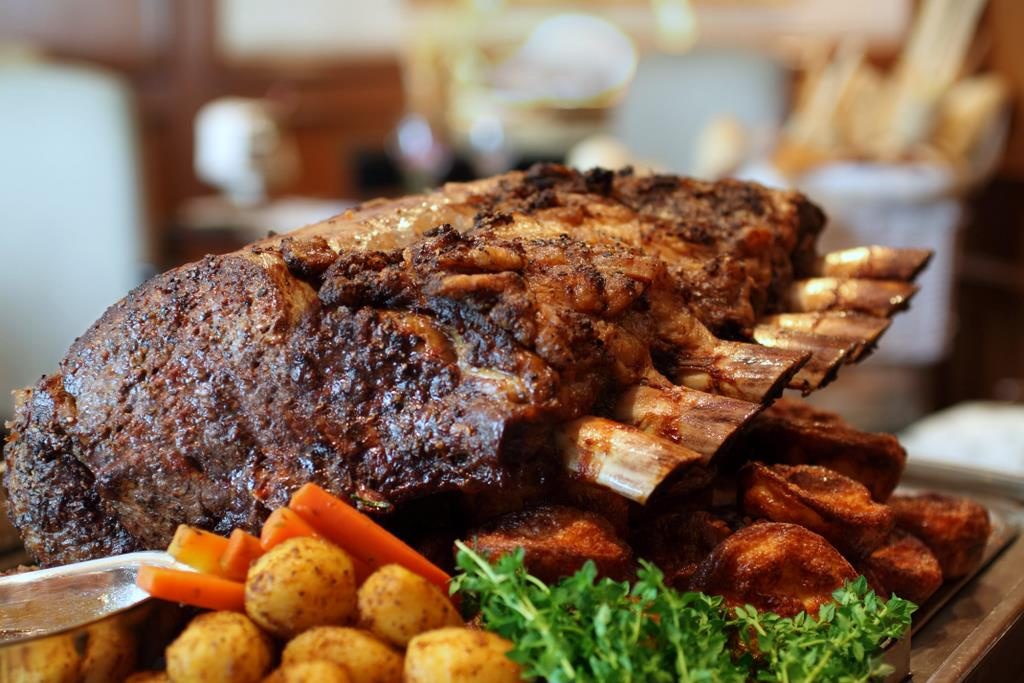
Une côte rôtie.

## Pains et pâtisseries

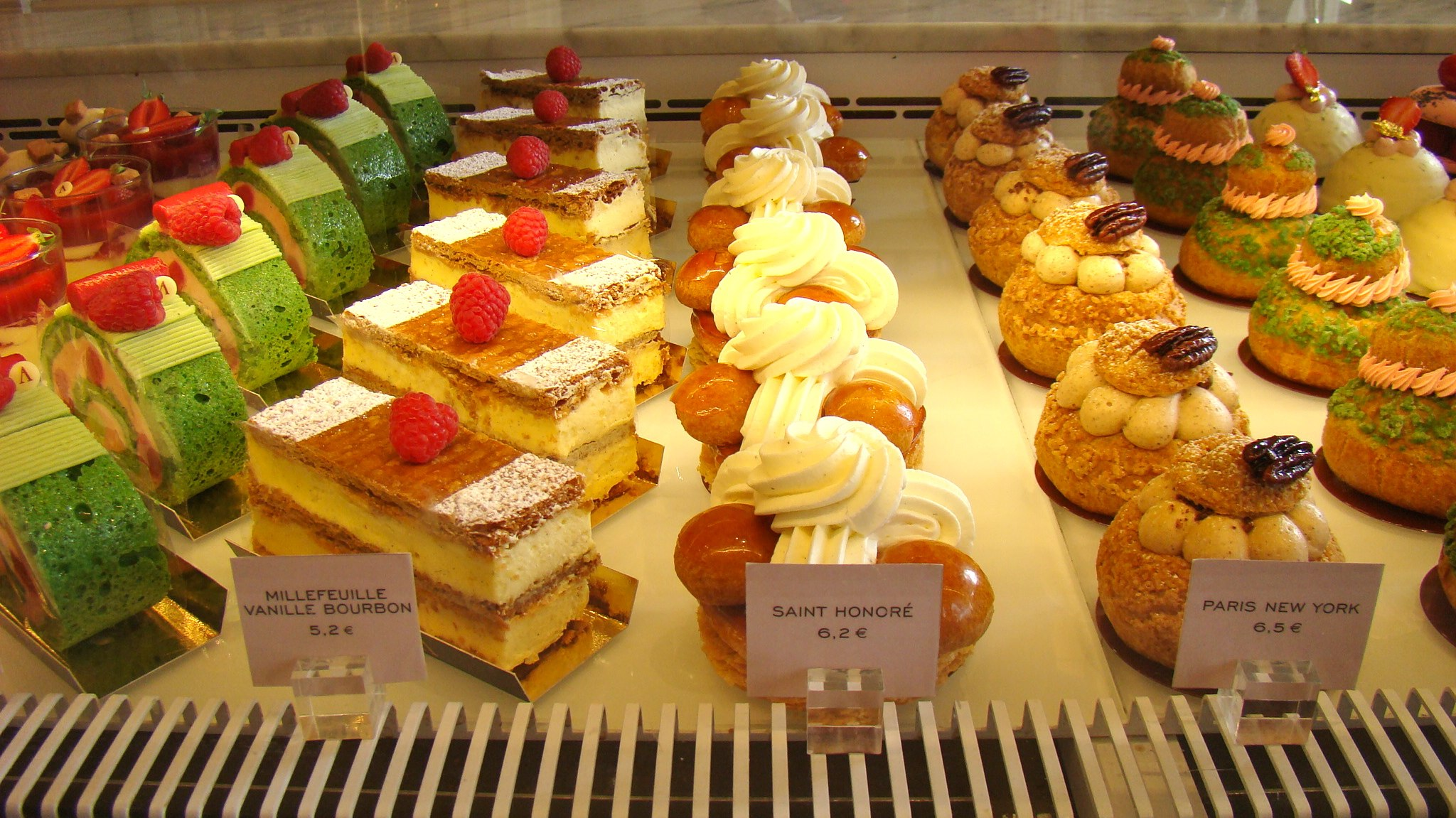
Quelques pâtisseries parisiennes, chez Angelina.

Dans les pains parisiens, il y a la fameuse baguette, mais aussi le pain Briare et le pain Vexin.

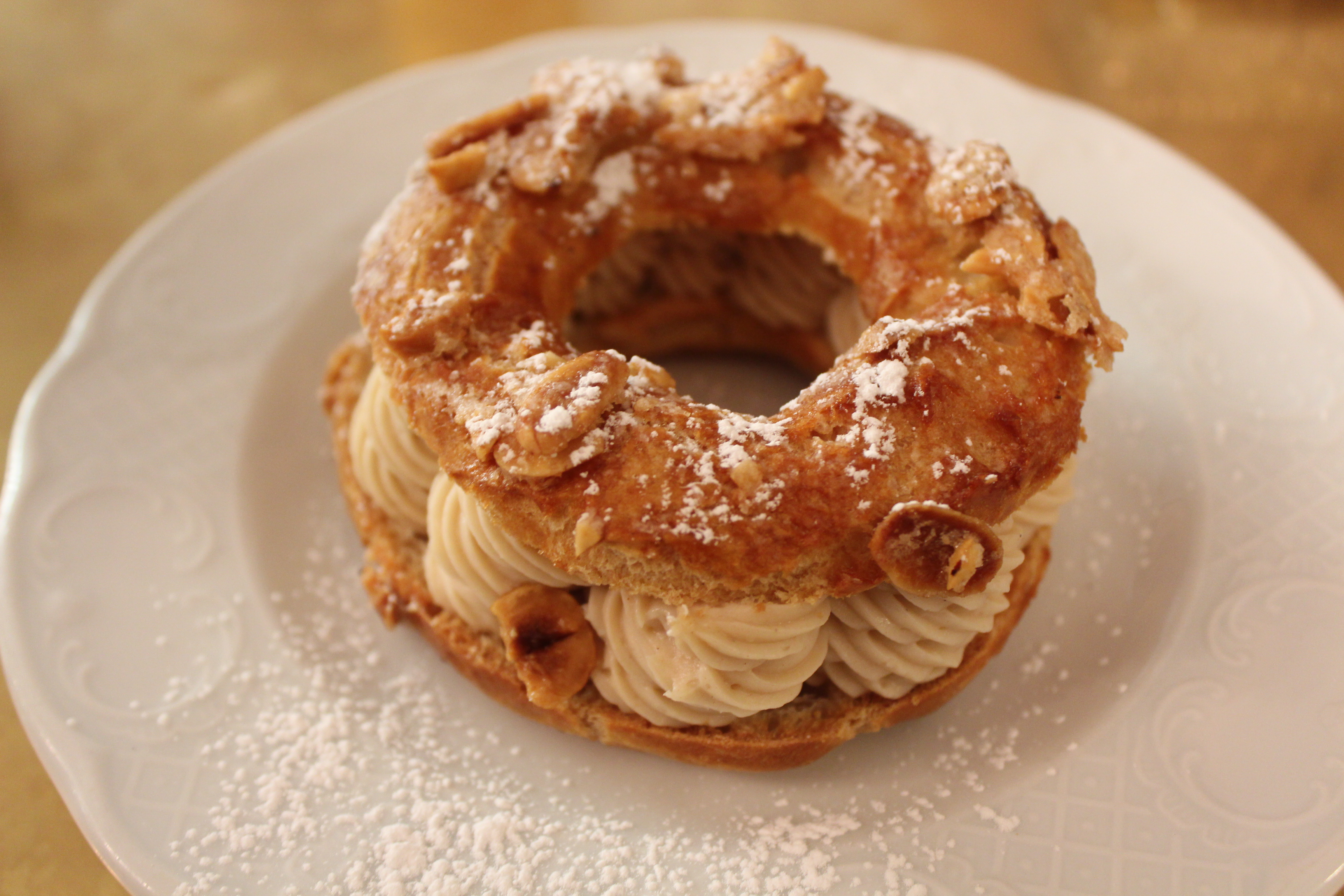
Un Paris-brest.

Côté pâtisseries, il y a le saint-honoré, la tarte Bourdaloue, l'opéra, les financiers, le mille-feuille et la plupart des pâtisseries faites à base de pâte à choux. Beaucoup de ces desserts, notamment ceux composés de pâte à choux, ont été développés ou inventés dans la Pâtisserie de la rue de la Paix, du grand chef parisien Marie-Antoine Carême, précurseur du principe de pâtisserie et confiserie. On peut également citer la brioche de Nanterre.

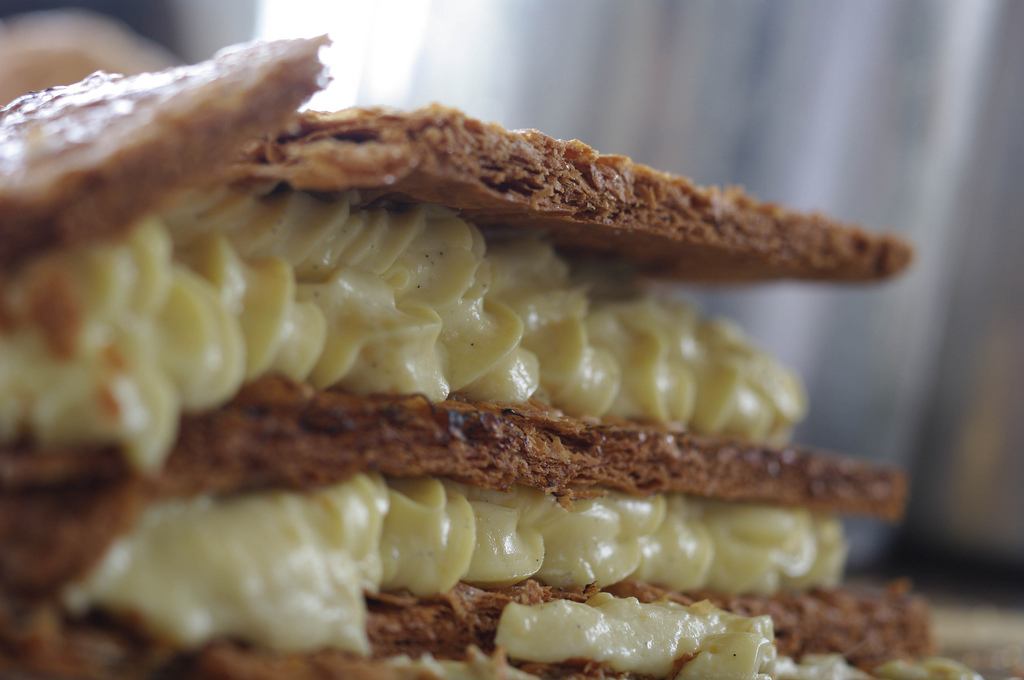
Un mille-feuille.
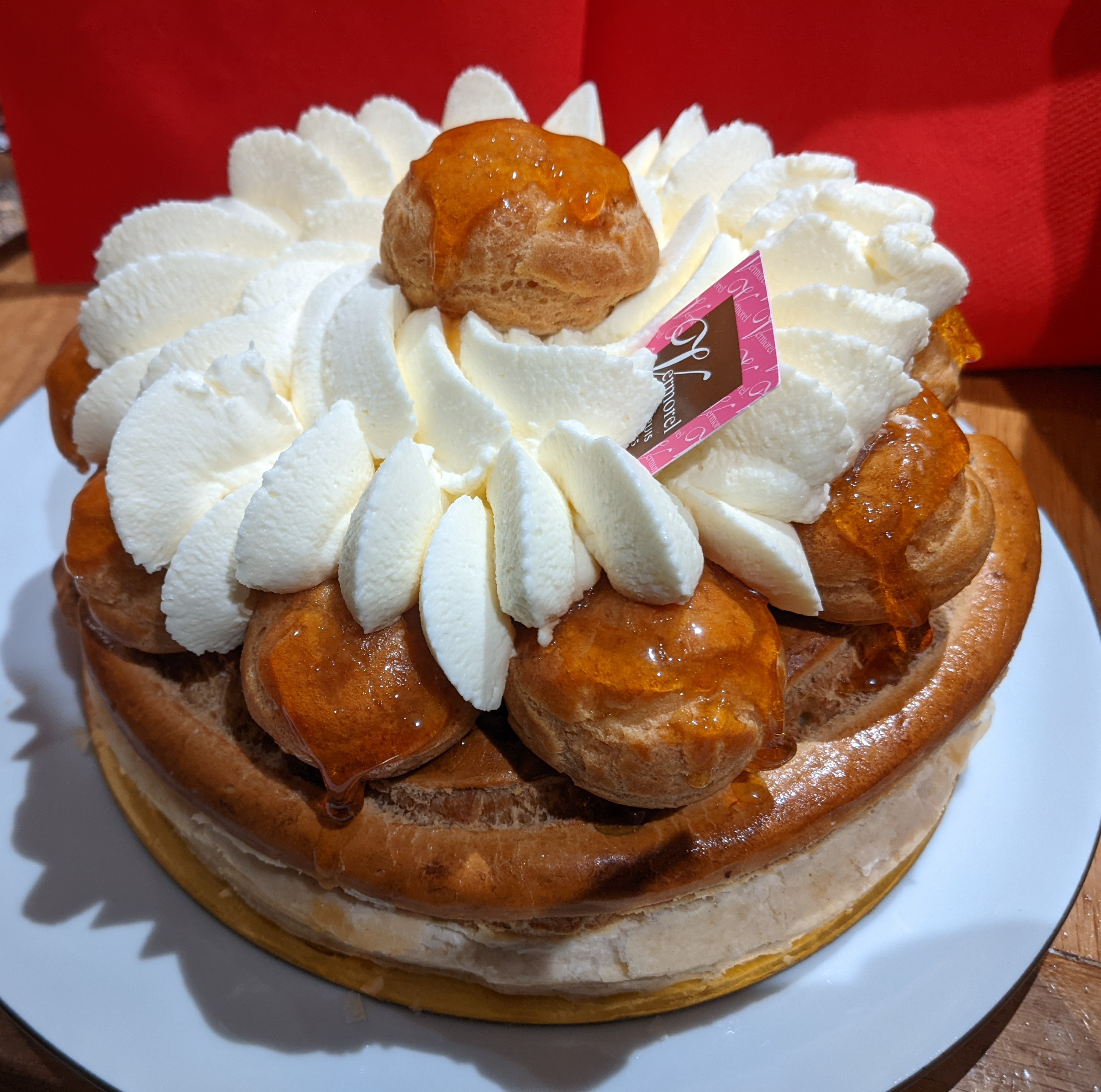
Un saint-honoré.
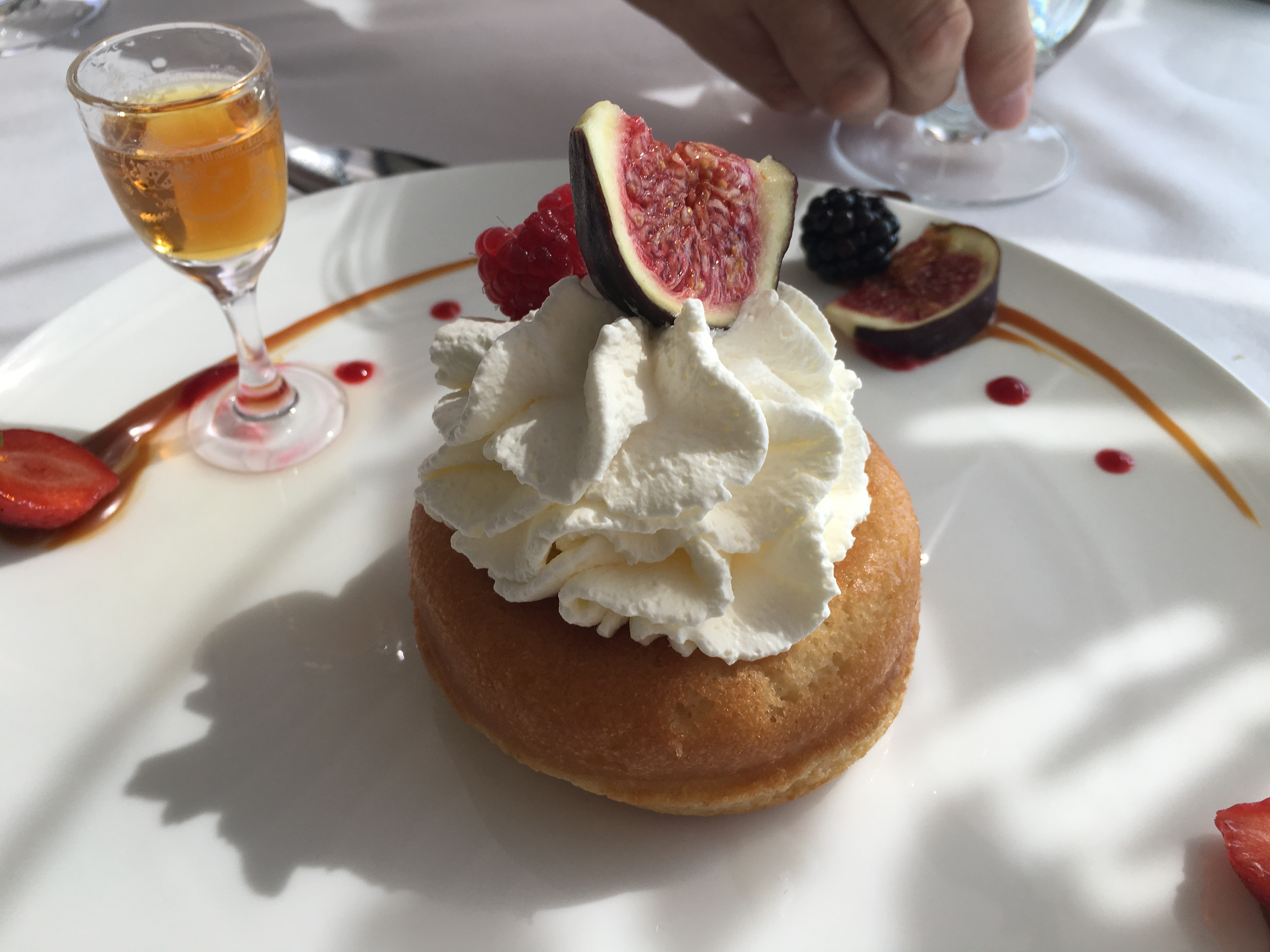
Un savarin (baba au rhum).
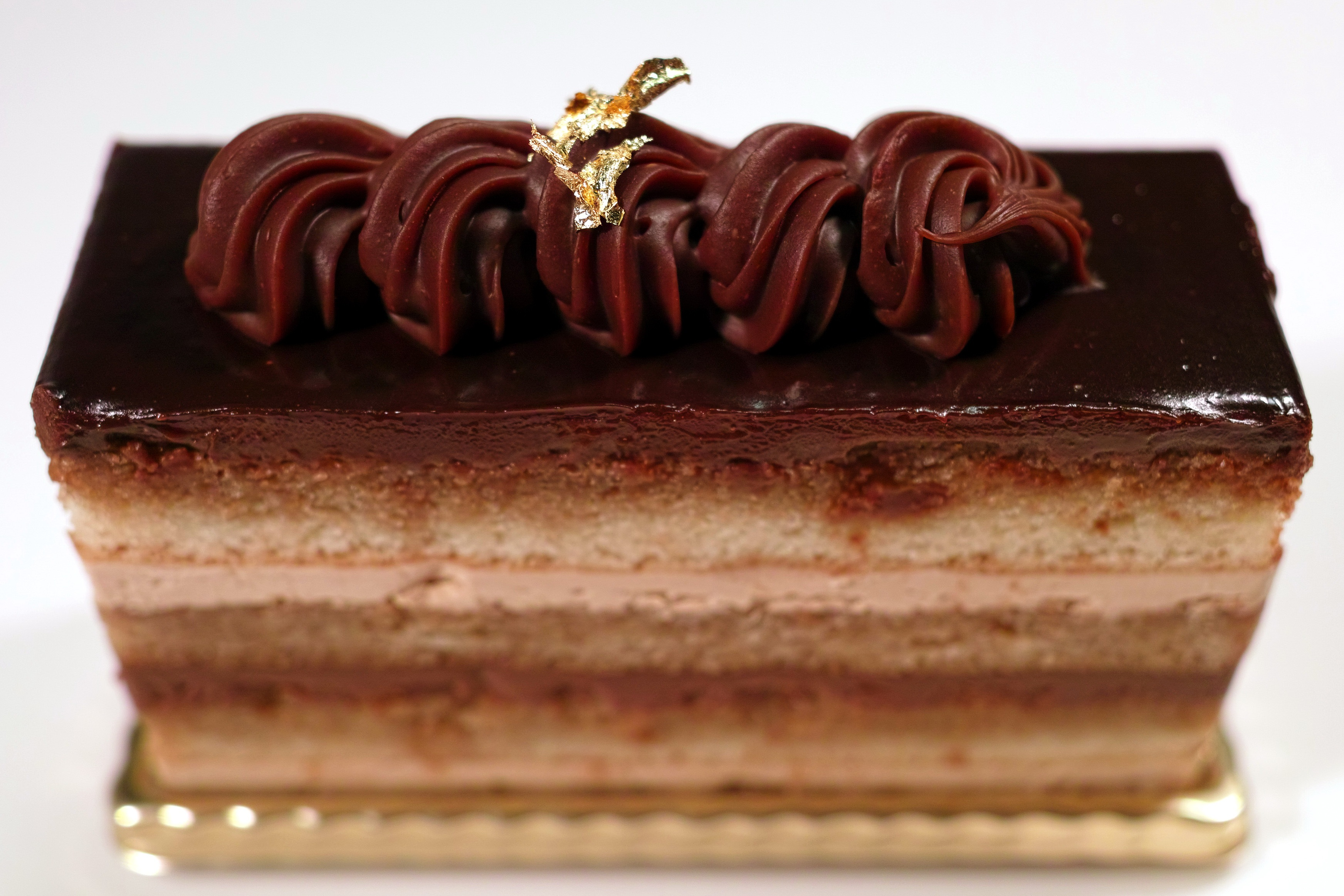
Un opéra.
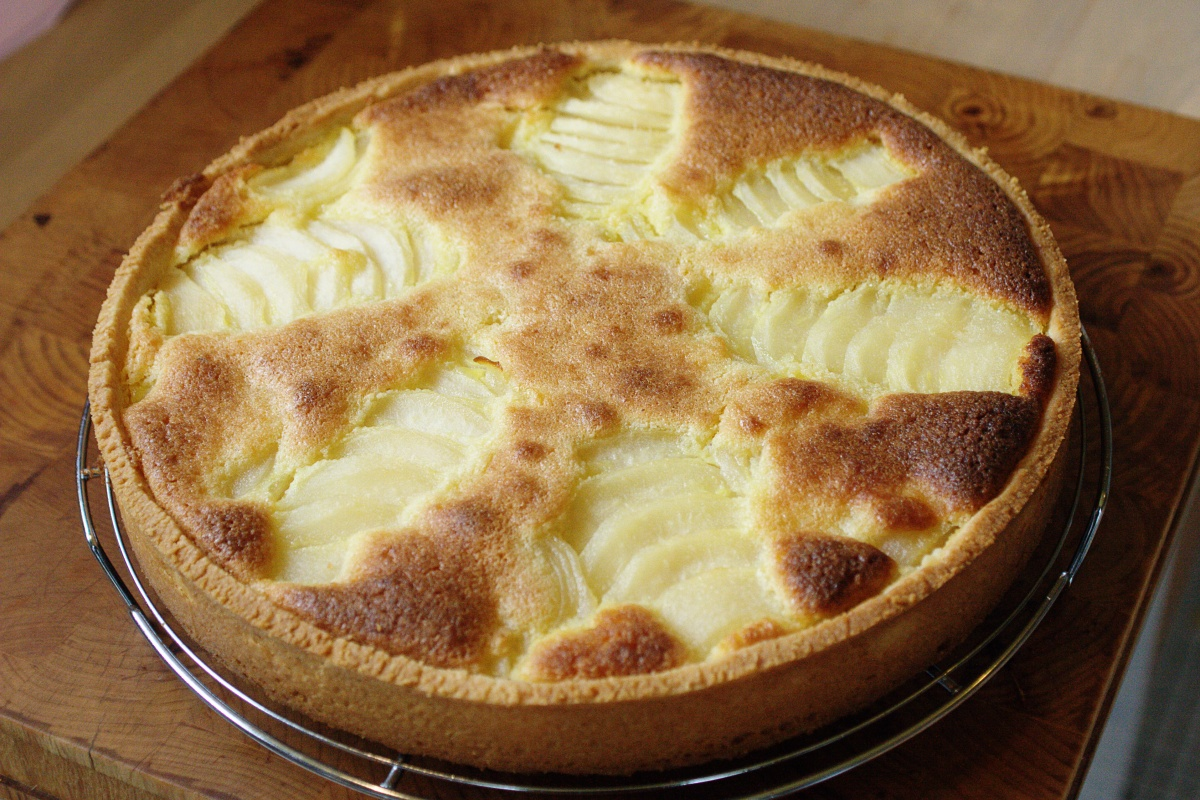
Une tarte Bourdaloue.

## Plats traditionnels
L'oignon est aussi mis en valeur dans la soupe à l'oignon, très populaire.
La matelote d'anguille est un plat typique de Paris, cuisiné avec des anguilles et du vin rouge.
Le croque-monsieur, plat de bistro parisien, constitué de jambon de Paris, serait justement apparu dans un café du boulevard des Capucines.

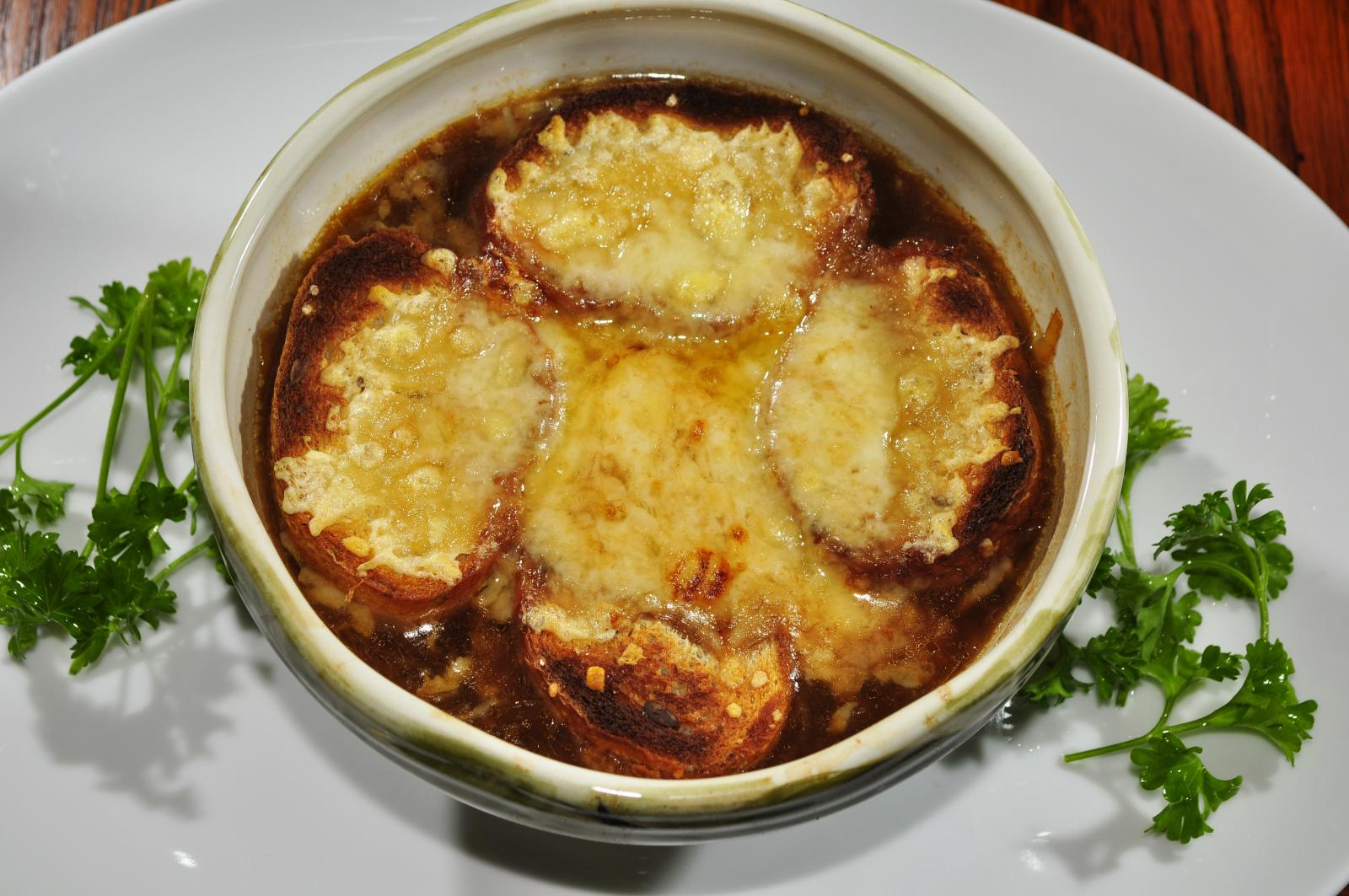
Une soupe à l'oignon.
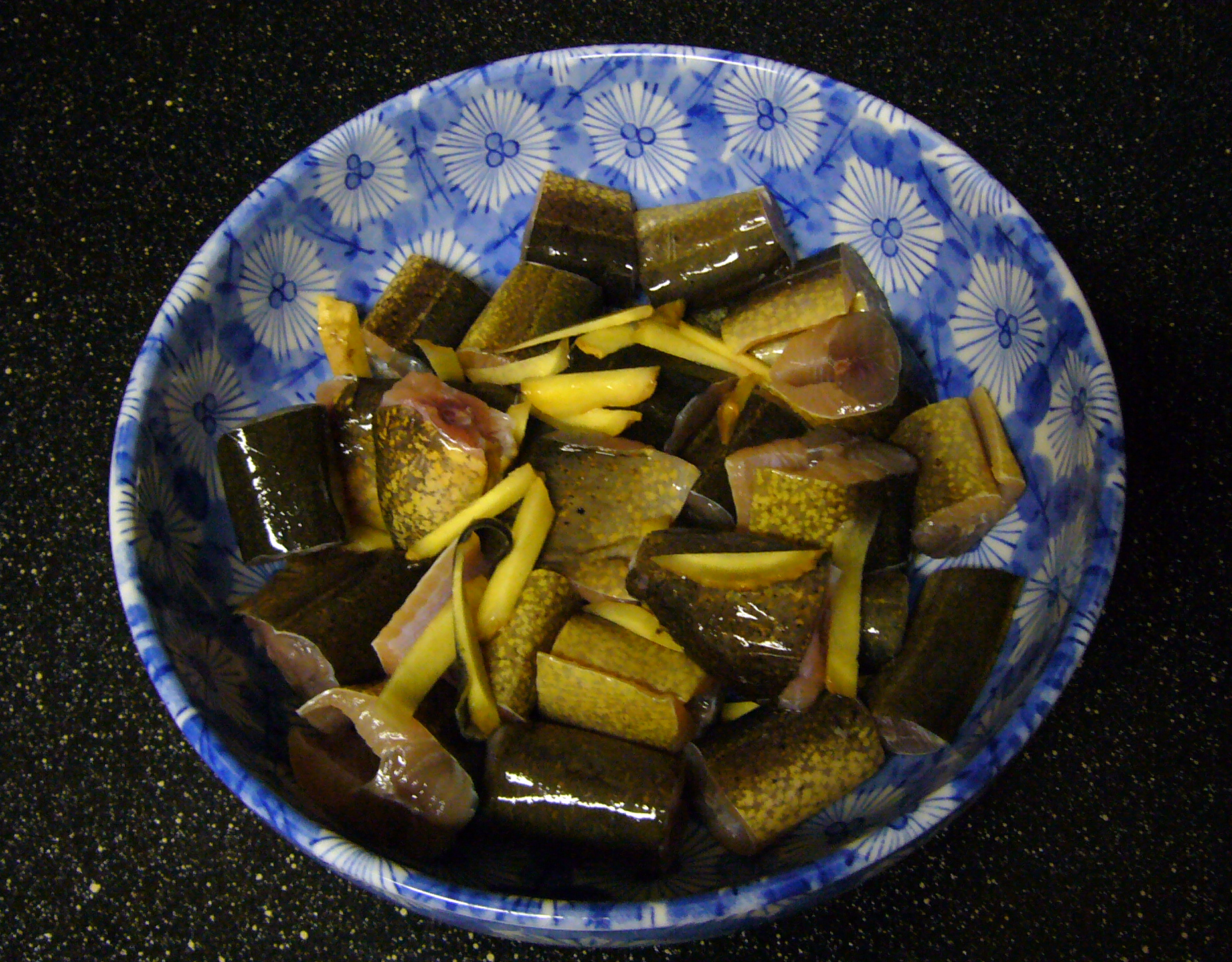
Une matelote d'anguille.
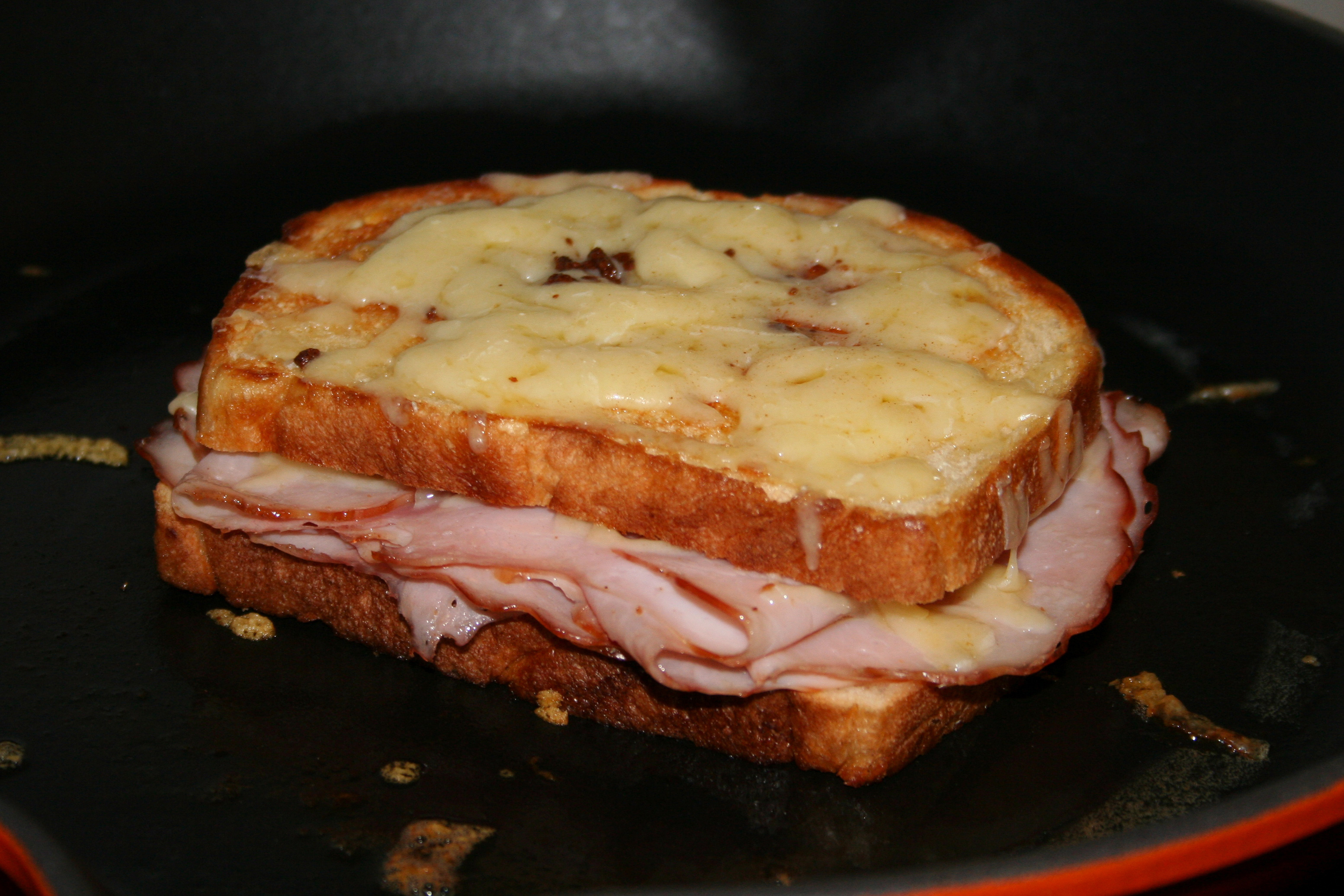
Un croque-monsieur.
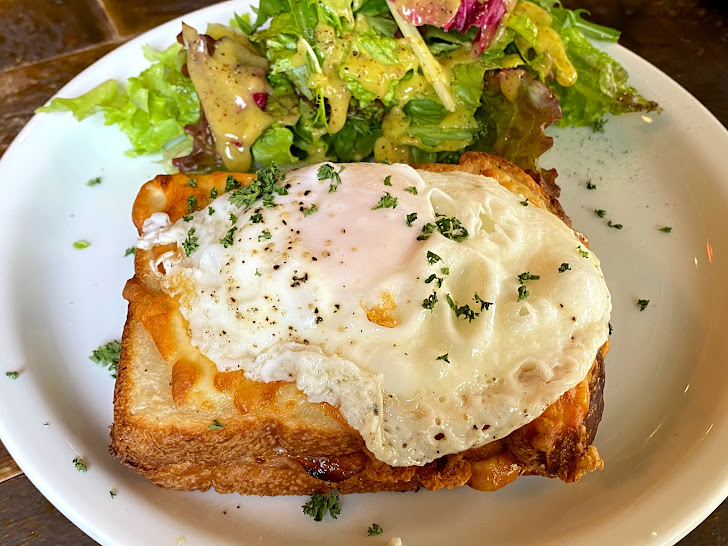
Un croque-madame.

## Viticulture

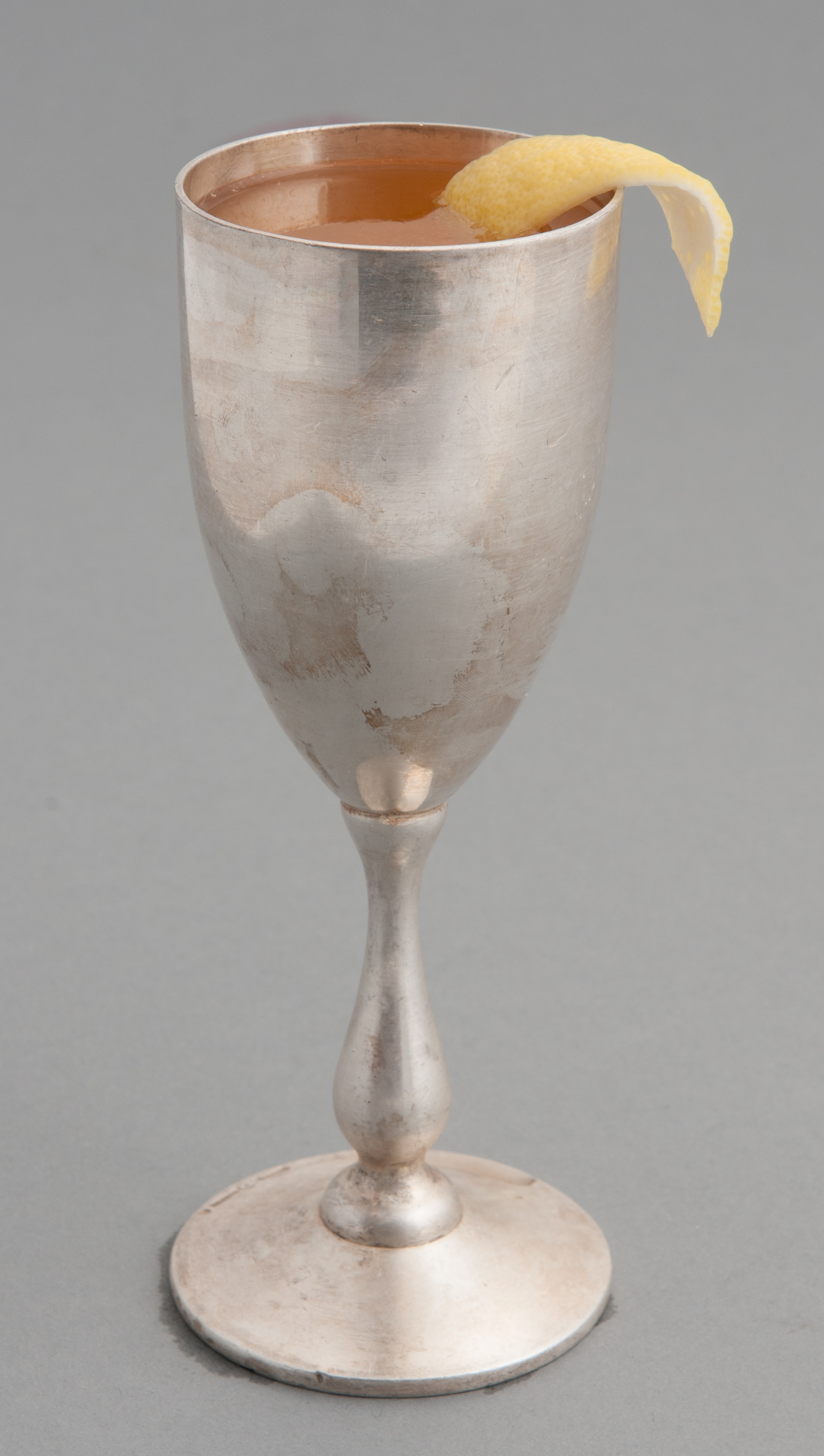
French 75 (cocktail).

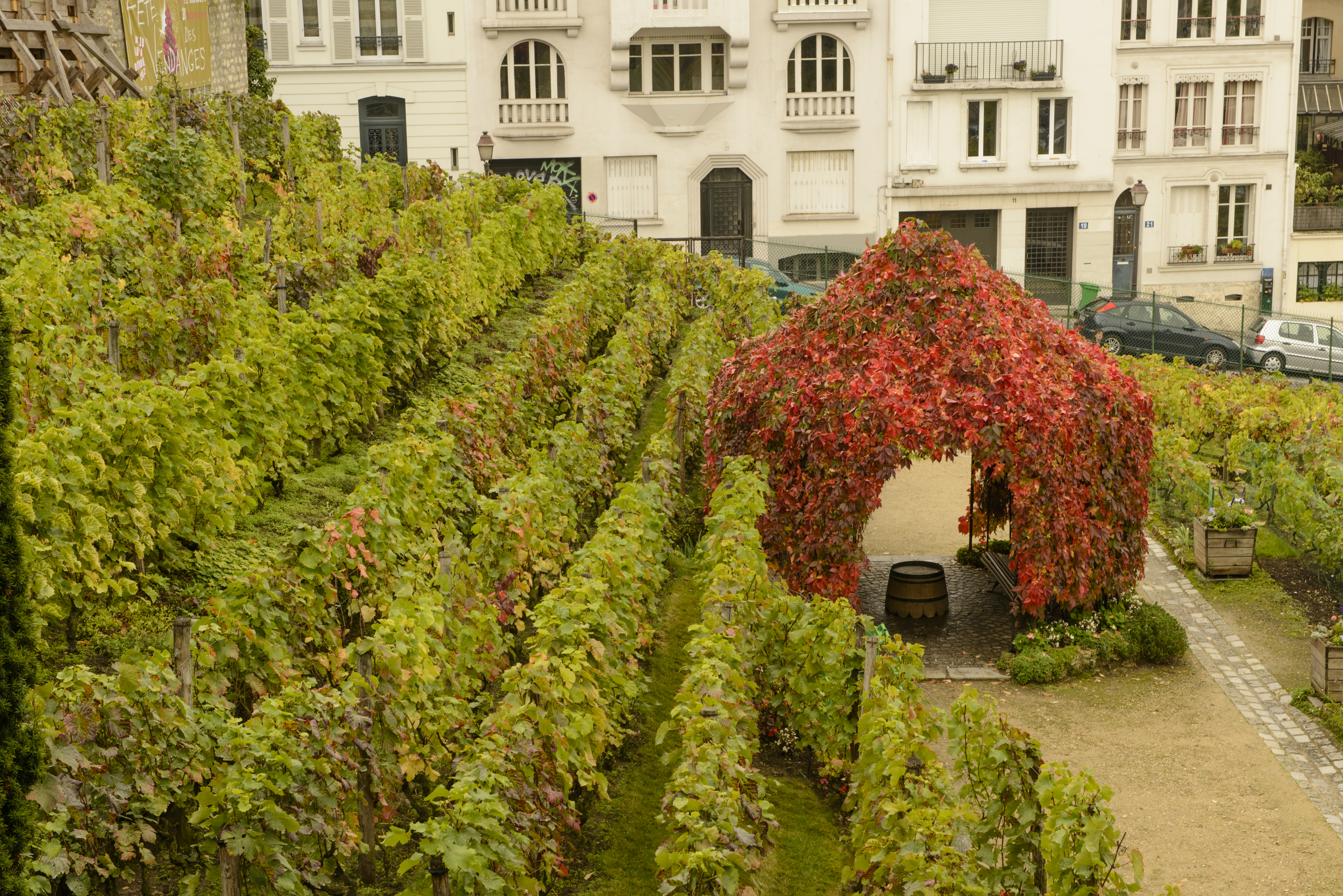
La vigne de Montmartre, à Paris.

On peut déguster à Paris beaucoup de vins, dont certains sont des plus réputés. Le vignoble parisien a connu son apogée au XVIIIe siècle, où il était le plus important de la France.
Traditionnellement, le vin est issu des vignes de Montmartre, ou plus loin, dans la banlieue, à Saint-Germain-en-Laye.
Si certains vins servis à la Cour royale étaient très luxueux et réputés, d'autres font figure emblématique de mauvais vin, tel le vin d'Argenteuil.
Les trois communes seine-et-marnaises de Citry, Nanteuil-sur-Marne et Saâcy-sur-Marne font partie de la zone de l'appellation champagne.

## Bière
Très populaire de la fin du XIXe siècle, la Gallia disparait en 1968 et, avec elle, les bières de Paris.
Ce n'est qu'en octobre 2012 que s'ouvre de nouveau une micro-brasserie à Paris, la Brasserie de la Goutte d'Or, dans le 18e arrondissement de Paris, suivie par plusieurs autres, pour renouer avec une longue tradition.

## Sources, notes et références

### Sources
- Cet article est partiellement ou en totalité issu de la page « Vikidia » , le texte ayant été placé par l’auteur ou le responsable de publication sous la licence Creative Commons paternité partage à l'identique ou une licence compatible.